# Alegeri locale în România, 2024
Alegerile locale din 2024 în România au avut loc la data de 9 iunie 2024, concomitent cu alegerile europene, i.e., pentru Parlamentul European (PE). La alegerile locale, s-a votat pentru primarii din fiecare comună, oraș sau municipiu, pentru consilierii locali și județeni precum și pentru președinții consiliilor județene. Pentru a fi votat, trebuia să fi fost îndeplinite următoarele condiții: cetățenie română, vârsta de cel puțin 18 ani până în ziua alegerilor, domiciliul sau reședința stabilite în circumscripția electorală și înregistrare pe listele electorale permanente sau temporare.
Principalii șase competitori politici la alegeri locale din 2024 au fost Partidul Social Democrat (PSD), Partidul Național Liberal (PNL), Uniunea Salvați România (USR), Uniunea Democrată Maghiară din România (UDMR/RMDSZ), Partidul Mișcarea Populară (PMP) și PRO România (PRO). Pe lângă cei șase competitori politici principali anterior enumerați, la alegeri au mai participat și alte formațiuni politice precum Alianța pentru Unirea Românilor (AUR) sau Partidul Ecologist Român (PER) și Partidul Verde (PV) în cadrul alianței AER pentru România (AER). Totodată, principalele două alianțe electorale în competiție în cadrul acestor alegeri locale au fost Coaliția Națională pentru România (CNR; alternativ Coaliția PSD-PNL de asemenea) respectiv Alianța Dreapta Unită (ADU).
Guvernul care a organizat aceste alegeri locale a fost guvernul Ciolacu, reprezentând Coaliția Națională pentru România (CNR), alcătuită din Partidul Social Democrat (PSD) și Partidul Național Liberal (PNL), inițial cuprinzând și Uniunea Democrată Maghiară din România (UDMR/RMDSZ), această formațiune politică rămânând în coaliția respectivă până în 2023. Aceste alegeri locale au fost câștigate de Partidul Social Democrat (PSD).

## Context
Anterioarele alegeri locale din 2020 au fost câștigate de Partidul Național Liberal (PNL), cu toate că Partidul Social Democrat (PSD) a obținut semnificativ mai mulți primari și președinți de consiliu județean (CJ) decât Partidul Național Liberal (PNL). În acest caz, câștigătorul de facto al alegerilor locale din 2020 a fost Partidul Social Democrat (PSD), în schimb câștigătorul de jure a fost Partidul Național Liberal (PNL), conform votului popular și, prin urmare, scorului politic general. 
În plus, Alianța USR-PLUS (în prezent doar Uniunea Salvați România, USR, după ulterioara scindare a unei facțiuni opozante din acest partid care a devenit partidul Reînnoim Proiectul European al României, REPER pe scurt) s-a clasat pe locul al treilea în ceea ce privește votul popular, totuși nu a reușit să obțină o reprezentare importantă la nivel național (pentru primari, consilieri locali și municipali și consilieri județeni deopotrivă). Între timp, Partidul Național Liberal (PNL) s-a extins la nivel politic local și la nivel național cu absorbția integrală a Alianței Liberalilor și Democraților (ALDE) la sfârșitul lunii martie 2022.
În București, primarul în exercițiu Nicușor Dan și-a exprimat recent intenția de-a candida pentru un nou mandat, sperând să fie sprijinit de principalele partide politice de centru-dreapta care l-au susținut la alegerile locale anterioare din 2020. Cu toate acestea, din octombrie 2023, Partidul Național Liberal (PNL) a refuzat să-l mai susțină pe Nicușor Dan pentru un nou mandat de primar general al Bucureștiului. În același timp, Dan a anunțat că va candida ca independent, la fel ca în 2020, și speră să fie susținut de majoritatea partidelor de centru-dreapta. Între timp Alianța Dreapta Unită (ADU) constituită din Uniunea Salvați România (USR), Partidul Mișcarea Populară (PMP) și Forța Dreptei (FD) a anunțat că-l va susține pe Nicușor Dan pentru un nou mandat. De asemenea, Nicușor Dan a obținut susținere politică suplimentară în cadrul acestor alegeri locale din partea partidului Reînnoim Proiectul European al României (REPER).
În contrapondere, conform unor sondaje de opinii efectuate înainte de alegeri, s-a arătat faptul că alte câteva orașe mari au favorizat Uniunea Salvați România (USR) în administrația publică, iar altele, Partidul Național Liberal (PNL). Tendința politică predominantă înainte de alegeri, conform sondajelor de opinie, a fost ca Partidul Social Democrat (PSD) să fie partidul politic dominant în sudul și estul României (adică în Muntenia, Oltenia, Dobrogea și, respectiv, Moldova), Partidul Național Liberal (PNL) în centrul și nordul țării (adică în Transilvania și Bucovina), și Uniunea Salvați România (USR), sporadic la nivel urban în partea de sud-vest a țării, mai precis în Banat.
La data de 21 febuarie 2024, coaliția de guvernare formată din PSD și PNL a anunțat comasarea oficială a alegerilor locale cu cele pentru Parlamentul European (PE), programate la data de 9 iunie. Această comasare a fost însă aspru criticată de opoziție și percepută precum și descrisă ca fiind neconstituțională.

## Sistem electoral
Sistemul electoral pentru alegerile locale din România se bazează Legea nr. 115 din 19 mai 2015. Candidații pentru alegerea primarilor, consiliilor locale și județene sunt aleși prin votul direct al cetățenilor. Alegătorii votează pentru candidații sau listele de candidați care concurează în circumscripția lor electorală specifică. Primarii, președiinții conliilor județene, consiliile locale și consiliile județene sunt alese pentru un mandat de patru ani, cu posibilitatea de realegere.
Primarii și președinții consiliilor județene sunt aleși în urma unui scrutin uni-nominal într-un singur tur. Este ales candidatul care obține cele mai multe voturi valabil exprimate. În situația de balotaj, se organizează un al doilea tur de scrutin.
Pentru repartizarea mandatelor de consilier local sau județean, biroul electoral de circumscripție stabilește pragul electoral al circumscripției, reprezentând 5% din numărul total al voturilor valabil exprimate în circumscripția respectivă. În cazul alianțelor politice sau alianțelor electorale, la pragul de 5% se adaugă pentru al doilea membru al alianței 2%. Pentru alianțele cu cel puțin 3 membri, pragul electoral este de 8%.
Candidații independenți pentru funcția de consilier trebuie să fie susținuți de minimum 1% din numărul total al alegătorilor înscriși în Registrul electoral din circumscripția pentru care candidează. Este declarat ales candidatul independent care a obținut un număr de voturi cel puțin egal cu coeficientul electoral.
Coeficientul electoral se calculează ca fiind numărul întreg, fără zecimale, nerotunjit, rezultat din împărțirea numărului total de voturi valabil exprimate pentru toate listele de candidați și pentru candidații independenți care au întrunit pragul electoral la numărul total de consilieri din circumscripția electorală respectivă; 
Pentru funcția de primar, candidații independenți trebuie să prezinte o listă de susținători, care trebuie să cuprindă minimum 1% din numărul total al alegătorilor înscriși în Registrul electoral din circumscripția pentru care candidează, dar nu mai puțin de 100 în cazul comunelor, 500 în cazul orașelor, 1.000 în cazul municipiilor și sectoarelor municipiului București, precum și în cazul municipiului București. Candidații independenți pentru funcția de președinte al consiliului județean trebuie să prezinte o listă de susținători, care să cuprindă minimum 1% din numărul total al alegătorilor înscriși în Registrul electoral din circumscripția pentru care candidează, dar nu mai puțin de 2.000.

## Sondaje de opinie
Conform tabelului de mai jos, toate sondajele de opinie afișate, efectuate din octombrie 2022 până în mai 2024, poziționează Partidul Social Democrat (PSD) ca partid câștigător per total pe țară, în mare parte la o distanță semnificativă în ceea ce privește procentele electorale pe care le-ar obține față de Partidul Național Liberal (PNL), cotat ca al doilea cel mai mare partid după alegeri la nivel național (comparativ cu statutul de partid câștigător pe care l-a avut în urma alegerilor locale precedente din 2020). 
| Dată                | Sursă                 | Eșantion  |                |        |       |       |       |       |       |       |       |      | Altele | Avans |      |      |      |      |      |
| Dată                | Sursă                 | Eșantion  |                |        | FD    |       |       |       |       |       |       |      | Altele | Avans |      |      |      |      |      |
| ------------------- | --------------------- | --------- | -------------- | ------ | ----- | ----- | ----- | ----- | ----- | ----- | ----- | ---- | ------ | ----- | ---- | ---- | ---- | ---- | ---- |
| Dată                | Sursă                 | Eșantion  | 20–25 mai 2024 | INSCOP | 1.100 | 29,0% | 27,6% | 12,7% | 12,7% | 12,7% | 14,5% | 4,8% | Altele | Avans | 1,5% | 3,0% | 3,0% | 6,9% | 1,4% |
| 12–20 aprilie 2024  | INSCOP                | 1.100     | 28,4%          | 26,7%  | 10,8% | 10,8% | 10,8% | 14,4% | 5,3%  | 1,9%  | 3,4%  | 3,4% | 9,1%   | 1,7%  |      |      |      |      |      |
| 19–28 martie 2024   | CURS                  | 1.067     | 35%            | 21%    | 13%   | 13%   | 13%   | 13%   | 5%    | N/A   | N/A   | N/A  | 13%    | 14%   |      |      |      |      |      |
| februarie 2024      | INSCOP                | N/A       | 30,6%          | 25,6%  | N/A   | N/A   | N/A   | N/A   | N/A   | N/A   | 3,1%  | 3,1% | 40,1%  | 5%    |      |      |      |      |      |
| 6–19 octombrie 2022 | CURS                  | N/A       | 31,0%          | 22,0%  | 11,0% | N/A   | N/A   | 14,0% | 4,0%  | 4,0%  | N/A   | N/A  | 14,0%  | 9%    |      |      |      |      |      |
|                     |                       |           |                |        |       |       |       |       |       |       |       |      |        |       |      |      |      |      |      |
| 27 septembrie 2020  | Alegerile locale 2020 | 8.420.741 | 30,34%         | 32,32% | 8,89% | 6,04% | N/A   | 0,87% | 4,87% | 4,68% | N/A   | N/A  | 7,07%  | 1,98% |      |      |      |      |      |

## Lista partidelor politice principale înainte de alegeri
În tabelul de mai jos sunt reprezentate la nivel statistic marea majoritate a mandatelor administrative câștigate la nivel național în România de următoarele 12 partide politice (atât majore cât și minore) după alegerile locale din 2020 (pe baza numărului lor total de reprezentanți aleși), precum și a acestora. Repartizarea actuală a mandatelor administrative câștigate anterior în România în 2020 la nivel politic local, conform celor 4 categorii principale, este următoarea pentru următoarele partide politice (statistică parțial corectă conform începutului lunii aprilie 2024, cu date noi strict pentru două categorii de primari, mai precis de la PSD respectiv PNL):
| Partid | Partid     | Partid                                      | Poziție                      | Ideologie                                                                                              | Lider                      |         | Președinți CJ | Primării    | CJ              | CL |
| ------ | ---------- | ------------------------------------------- | ---------------------------- | --- | -------------------------- | ------- | ------------- | ----------- | --------------- | -- |
|        | PSD        | Partidul Social Democrat                    | Centru-stânga                | Social-democrație, Conservatorism social, Populism de stânga, Pro-Europenism                           | Marcel Ciolacu             | 20 / 41 | 1.420 / 3.176 | 362 / 1.340 | 13.820 / 39.900 |    |
|        | PNL        | Partidul Național Liberal                   | Centru-dreapta               | Liberalism conservator, Pro-Europenism, Populism de dreapta, de facto big tent/catch allPopularism     | Nicolae Ciucă              | 17 / 41 | 1.268 / 3.176 | 489 / 1.340 | 15.043 / 39.900 |    |
|        | UDMR/RMDSZ | Uniunea Democrată Maghiară din România      | Centru-dreapta               | Regionalism, Transilvanism, Conservatorism                                                             | Hunor Kelemen              | 4 / 41  | 199 / 3.176   | 94 / 1.340  | 2.360 / 39.900  |    |
|        | PMP        | Partidul Mișcarea Populară                  | Centru-dreapta               | Conservatorism, Creștin democrație                                                                     | Eugen Tomac                | 0 / 41  | 50 / 3.176    | 67 / 1.340  | 2.137 / 39.900  |    |
|        | USR        | Uniunea Salvați România                     | Centru spre centru-dreapta   | Liberalism, Liberalism economic, Anticorupție, Federalism european                                     | Cătălin Drulă              | 0 / 41  | 41 / 3.176    | 108 / 1.340 | 1.655 / 39.900  |    |
|        | PRO        | PRO România                                 | Centru-stânga                | Liberalism social, Liberalism economic, Social-democrație, Progresism                                  | Victor Ponta               | 0 / 41  | 36 / 3.176    | 56 / 1.340  | 1.885 / 39.900  |    |
|        | PER        | Partidul Ecologist Român                    | Centru spre centru-dreapta   | Conservatorism⁠, Ecologism                                                                              | Florin Secară              | 0 / 41  | 7 / 3.176     | 5 / 1.340   | 374 / 39.900    |    |
|        | PV         | Partidul Verde                              | Centru spre centru-stânga    | Ecologism, Conservatorism verde                                                                        | Marius Lazăr Lavinia Cosma | 0 / 41  | 1 / 3.176     | 0 / 1.340   | 117 / 39.900    |    |
|        | AUR        | Alianța pentru Unirea Românilor             | Dreapta spre extrema dreaptă | Iredentism românesc, Populism de dreapta, Fundamentalism creștin, Naționalism românesc, Euroscepticism | George Simion              | 0 / 41  | 2 / 3.176     | 0 / 1.340   | 79 / 39.900     |    |
|        | PUSL       | Partidul Umanist Social Liberal             | Centru-stânga                | Umanism pragmatic, Liberalism social, Populism                                                         | Daniel Ionașcu             | 0 / 41  | 2 / 3.176     | 0 / 1.340   | 166 / 39.900    |    |
|        | FDGR/DFDR  | Forumul Democrat al Germanilor din România  | Centru spre centru-dreapta   | Drepturile minorității germane                                                                         | Paul-Jürgen Porr           | 0 / 41  | 5 / 3.176     | 5 / 1.340   | 68 / 39.900     |    |
|        | PNȚCD      | Partidul Național Țărănesc Creștin Democrat | Centru-dreapta spre dreapta  | Conservatorism național                                                                                | Aurelian Pavelescu         | 0 / 41  | 1 / 3.176     | 0 / 1.340   | 42 / 39.900     |    |

## Candidați

### Număr de candidați la nivel național
Numărul total al candidaților pentru alegerile locale a scăzut cu aproximativ 50.000 față de alegerile locale precedente din 2020, totalul de candidați înscriși fiind de 207.396. În tabelul de mai jos, se poate observa distribuția candidaților pe partide politice:
| Partid                              | Partid                              | Partid                                  |                                     | CL                                  | Primării                            | CJ                                  | Președinți CJ |
| ----------------------------------- | ----------------------------------- | --------------------------------------- | ----------------------------------- | ----------------------------------- | ----------------------------------- | ----------------------------------- | ------------- |
|                                     | PSD                                 | Partidul Social Democrat                | 47.387 / 39.900                     | 2.925 / 3.176                       | 1.629 / 1.340                       | 40 / 41                             |               |
|                                     | PNL                                 | Partidul Național Liberal               | 46.776 / 39.900                     | 2.872 / 3.176                       | 1.615 / 1.340                       | 40 / 41                             |               |
|                                     | AUR                                 | Alianța pentru Unirea Românilor         | 30.201 / 39.900                     | 1.897 / 3.176                       | 1.525 / 1.340                       | 38 / 41                             |               |
|                                     | USR                                 | Uniunea Salvați România                 | 11.629 / 39.900                     | 814 / 3.176                         | 825 / 1.340                         | 18 / 41                             |               |
|                                     | PMP                                 | Partidul Mișcarea Populară              | 9.112 / 39.900                      | 462 / 3.176                         | 414 / 1.340                         | 12 / 41                             |               |
|                                     | FD                                  | Partidul Forța Dreptei                  | 6.864 / 39.900                      | 416 / 3.176                         | 435 / 1.340                         | 15 / 41                             |               |
|                                     | PUSL                                | Partidul Umanist Social Liberal         | 5.105 / 39.900                      | 265 / 3.176                         | 763 / 1.340                         | 17 / 41                             |               |
|                                     | S.O.S.                              | Partidul S.O.S România                  | 4.392 / 39.900                      | 325 / 3.176                         | 1.069 / 1.340                       | 31 / 41                             |               |
|                                     | PRO                                 | PRO România                             | 2.507 / 39.900                      | 103 / 3.176                         | 226 / 1.340                         | 3 / 41                              |               |
|                                     | PER                                 | Partidul Ecologist Român                | 1.397 / 39.900                      | 63 / 3.176                          | 164 / 1.340                         | 3 / 41                              |               |
|                                     | PRM                                 | Partidul România Mare                   | 723 / 39.900                        | 34 / 3.176                          | 136 / 1.340                         | 5 / 41                              |               |
|                                     | PV                                  | Partidul Verde                          | 646 / 39.900                        | 25 / 3.176                          | 85 / 1.340                          | 1 / 41                              |               |
|                                     | REPER                               | Reînnoim Proiectul European al României | 555 / 39.900                        | 53 / 3.176                          | 154 / 1.340                         | 3 / 41                              |               |
|                                     | PNCR                                | Partidul Național Conservator Român     | 533 / 39.900                        | 28 / 3.176                          | 129 / 1.340                         | 4 / 41                              |               |
|                                     | PRA                                 | Partidul România în Acțiune             | 493 / 39.900                        | 27 / 3.176                          | 45 / 1.340                          | 1 / 41                              |               |
|                                     | MRS                                 | Mișcarea România Suverană               | 464 / 39.900                        | 22 / 3.176                          | 73 / 1.340                          | 1 / 41                              |               |
|                                     | AD                                  | Partidul Alternativa Dreaptă            | 451 / 39.900                        | 30 / 3.176                          | 110 / 1.340                         | 5 / 41                              |               |
| Partide ale minorităților naționale | Partide ale minorităților naționale | Partide ale minorităților naționale     | Partide ale minorităților naționale | Partide ale minorităților naționale | Partide ale minorităților naționale | Partide ale minorităților naționale |               |
|                                     | UDMR/RMDSZ                          | Uniunea Democrată Maghiară din România  | 7.230 / 39.900                      | 283 / 3.176                         | 622 / 1.340                         | 12 / 41                             |               |
|                                     | PRPE                                | Partida Romilor „Pro Europa”            | 1.236 / 39.900                      | 11 / 3.176                          | 17 / 1.340                          | 0 / 41                              |               |
|                                     | AMT                                 | Alianța Maghiară din Transilvania       | 1.084 / 39.900                      | 46 / 3.176                          | 119 / 1.340                         | 3 / 41                              |               |
| Independenți                        | Independenți                        | Independenți                            | Candidați independenți              | Candidați independenți              | Candidați independenți              | Candidați independenți              |               |
|                                     | IND                                 | Candidat independent                    | 692 / 39.900                        | 418 / 3.176                         | 4 / 1.340                           | 2 / 41                              |               |

Pragurile electorale necesare pentru mandate sunt următoarele: candidat independent = 3,25%, partid unic = 5%, alianță din două partide = 7%, alianță din trei sau mai multe partide = 9%. Alegerile din județul Galați vin și cu două surprize. Doi candidați independenți au fost primii cărora li s-au validat dosarele de candidatură, deși aceștia, conform legii, vor fi puși ultimii pe buletinele de vot.

### Candidați la primăriile principalelor orașe (sectoare și PMB în cazul Bucureștiului) și la președinția CJ

#### București
Mai jos este tabelul cu candidații din București la Primăria Generală a Municipiului București și la primăriile de sector. De precizat că deși perioada de depunere a candidaturilor a trecut, AUR și PUSL trebuie să-și anunțe și prezinte candidații la sectoarele unde încă nu au fost prezentați.
| Candidat                        | Susținut de                     | Ref.   |
| Primăria Municipiului București | Primăria Municipiului București | Ref.   |
| ------------------------------- | ------------------------------- | ------ |
| Nicușor Dan                     | ADU-REPER                       | [ 13 ] |
| Gabriela Firea                  | PSD                             | [ 13 ] |
| Cristian Popescu Piedone        | PUSL                            | [ 13 ] |
| Sebastian Burduja               | PNL                             | [ 13 ] |
| Mihai Enache                    | AUR                             | [ 13 ] |
| Diana Șoșoacă                   | S.O.S. România                  | [ 13 ] |
| Alexandru Pânișoară             | PER                             | [ 13 ] |
| Dorin Iacob                     | AD                              | [ 13 ] |
| Filip Constantin Titian         | -                               | [ 13 ] |
| Primăria Sectorului 1           |                                 |        |
| Clotilde Armand                 | ADU                             | [ 14 ] |
| George Tuță                     | PSD-PNL                         | [ 14 ] |
| Liviu Negoiță                   | PUSL                            | [ 14 ] |
| Ramona Bruynseels               | AUR                             | [ 14 ] |
| Daniel Tudorache                | -                               | [ 14 ] |
| Iulian Hatmanu                  | REPER                           | [ 14 ] |
| Florin-Andrei Mircea            | AD                              | [ 14 ] |
| Florin Ghidănac                 | BSR                             | [ 14 ] |
| Dan-Niculae Podaru              | PER                             | [ 14 ] |
| Primăria Sectorului 2           |                                 | [ 14 ] |
| Radu Mihaiu                     | ADU                             | [ 14 ] |
| Rareș Hopincă                   | PSD-PNL                         | [ 14 ] |
| Andrei-Gabriel Golgoțiu         | REPER                           | [ 14 ] |
| Iolanda-Luminița Bughiu         | S.O.S. România                  | [ 14 ] |
| Andrei Tinu                     | AUR                             | [ 15 ] |
| Primăria Sectorului 3           |                                 |        |
| Robert Negoiță                  | PSD-PNL                         | [ 14 ] |
| Lucian Judele                   | ADU                             | [ 14 ] |
| Alexandru-Marco Niță            | AUR                             | [ 14 ] |
| Vasile Negrilă                  | PUSL                            | [ 14 ] |
| Ana Ciceală                     | REPER                           | [ 14 ] |
| Daniel-Paul-Romeo Gheorghe      | S.O.S. România                  | [ 14 ] |
| Primăria Sectorului 4           |                                 |        |
| Daniel Băluță                   | PSD-PNL                         | [ 14 ] |
| Paul Ene                        | ADU                             | [ 14 ] |
| Cătălin Teniță                  | REPER                           | [ 14 ] |
| Matei Ștefănescu                | AUR                             | [ 14 ] |
| Luana Târziu                    | S.O.S. România                  | [ 14 ] |
| Simion-Dan Călina               | PRM                             | [ 14 ] |
| Mariana-Daniela Manole          | D.R.E.P.T.                      | [ 14 ] |
| Primăria Sectorului 5           |                                 |        |
| Vlad Popescu Piedone            | PUSL                            | [ 14 ] |
| Adrian Vigheciu                 | PSD-PNL                         | [ 14 ] |
| Alexandru Dimitriu              | ADU                             | [ 14 ] |
| Lidia Vadim Tudor               | AUR                             | [ 14 ] |
| Marian Vanghelie                | -                               | [ 14 ] |
| Michael-Dan Ujeuca              | PSDU                            | [ 14 ] |
| Mario-Rafael Ilie               | MRS                             | [ 14 ] |
| Ștefănel Marin                  | S.O.S. România                  | [ 14 ] |
| Savel-Adrian Albu               | REPER                           | [ 14 ] |
| Constantin-Mirel State          | PRM                             | [ 14 ] |
| Primăria Sectorului 6           |                                 |        |
| Ciprian Ciucu                   | PSD-PNL                         | [ 14 ] |
| Mihaela Ștefan                  | ADU                             | [ 14 ] |
| Bogdan Pintileasa               | PUSL                            | [ 14 ] |
| Monica Iagăr                    | AUR                             | [ 14 ] |
| Daniel Tulugea                  | S.O.S. România                  | [ 14 ] |
| Valentin Florea                 | -                               | [ 14 ] |
| Cristina-Anne Marie Bordianu    | REPER                           | [ 14 ] |
| Alexandru-Valeriu Gădiuță       | D.R.E.P.T.                      | [ 14 ] |
| Constantin Oprea                | PRM                             | [ 14 ] |
| Valentin Licxandru              | AD                              | [ 14 ] |

#### Alba
| Candidat                         | Susținut de                      | Ref.   |
| Primăria Municipiului Alba Iulia | Primăria Municipiului Alba Iulia | Ref.   |
| -------------------------------- | -------------------------------- | ------ |
| Gabriel Pleșa                    | PNL                              | [ 16 ] |
| Voicu Vușcan                     | PSD                              | [ 16 ] |
| Dana Nanu                        | ADU                              | [ 16 ] |
| Călin Matieș                     | AUR                              | [ 16 ] |
| Diana Ludoșan                    | PNCR                             | [ 16 ] |
| Călin Pădurean                   | PPR                              | [ 16 ] |
| Președinția Consiliului Județean |                                  |        |
| Ion Dumitrel                     | PNL                              | [ 16 ] |
| Corneliu Mureșan                 | PSD                              | [ 16 ] |
| Marius Rof                       | ADU                              | [ 16 ] |
| Corneliu Olar                    | AUR                              | [ 16 ] |
| Constantin Talpaș                | PUSL                             | [ 16 ] |
| Ion Ghinescu                     | S.O.S. România                   | [ 16 ] |

#### Arad
| Candidat                         | Susținut de                | Ref.   |
| Primăria Municipiului Arad       | Primăria Municipiului Arad | Ref.   |
| -------------------------------- | -------------------------- | ------ |
| Călin Bibarț                     | PNL                        | [ 17 ] |
| Ilie Cheșa                       | PSD                        | [ 17 ] |
| Adrian Wiener                    | ADU                        | [ 17 ] |
| Leontin Aslău                    | AUR                        | [ 17 ] |
| Csaba Attila                     | UDMR/RMDSZ                 | [ 18 ] |
| Cristian-Aurel Galea             | AD                         | [ 18 ] |
| Bogdan Lăbășan                   | S.O.S. România             | [ 18 ] |
| Dănuț Cutuna                     | PUSL                       | [ 18 ] |
| Președinția Consiliului Județean |                            |        |
| Iustin Cionca                    | PNL                        | [ 18 ] |
| Mihai Fifor                      | PSD                        | [ 18 ] |
| Pero Tamaș-Carol                 | UDMR/RMDSZ                 | [ 18 ] |
| Dorin Doroțiu                    | PUSL                       | [ 18 ] |
| Răzvan Anghel                    | ADU                        | [ 18 ] |
| Florin Galiș                     | AUR                        | [ 18 ] |
| Dan Kiss                         | S.O.S. România             | [ 18 ] |

#### Argeș
| Candidat                         | Susținut de                   | Ref.   |
| Primăria Municipiului Pitești    | Primăria Municipiului Pitești | Ref.   |
| -------------------------------- | ----------------------------- | ------ |
| Cristian Gentea                  | PSD                           | [ 16 ] |
| Mihai Coteț                      | PNL                           | [ 16 ] |
| Liviu-Ionuț Moșteanu             | ADU                           | [ 16 ] |
| Ionel-Dragoș Codrea              | AUR                           | [ 16 ] |
| Ioana Pârvu                      | PUSL                          | [ 16 ] |
| Remus-George Chivescu            | MRS                           | [ 16 ] |
| Președinția Consiliului Județean |                               |        |
| Ion Mînzînă                      | PSD                           | [ 16 ] |
| Valeriu-Radu Perianu             | PNL                           | [ 16 ] |
| Emanuel Soare                    | ADU                           | [ 16 ] |
| Bogdan-Florin Velcescu           | AUR                           | [ 16 ] |
| Cornel-Ion Lazăr                 | PUSL                          | [ 16 ] |
| Ingrid Alexandrescu              | S.O.S. România                | [ 16 ] |
| Dorin Mărășoiu                   | MRS                           | [ 16 ] |

#### Bacău
| Candidat                         | Susținut de                 | Ref.   |
| Primăria Municipiului Bacău      | Primăria Municipiului Bacău | Ref.   |
| -------------------------------- | --------------------------- | ------ |
| Lucian Viziteu                   | ADU                         | [ 19 ] |
| Valentin Ivancea                 | PSD-PNL                     | [ 19 ] |
| Dragoș Ștefan                    | AUR                         | [ 19 ] |
| Gabriel Iulian Ichim             | ARB                         | [ 19 ] |
| Cristinel Manolache              | PER                         | [ 19 ] |
| Ștefan Brăila                    | S.O.S. România              | [ 19 ] |
| Cristian Ghingheș                | SENS                        | [ 19 ] |
| Sergiu Sechelariu                | PV                          | [ 19 ] |
| Dorin Chirilescu                 | -                           | [ 19 ] |
| Adrian Găzdaru                   | -                           | [ 19 ] |
| Președinția Consiliului Județean |                             |        |
| Mircea Fechet                    | PNL                         | [ 16 ] |
| Ionela Breahnă-Pravăț            | PSD                         | [ 16 ] |
| Ion Melinte                      | ADU                         | [ 16 ] |
| Gelu Margină                     | AUR                         | [ 16 ] |
| Marius-Cătălin Moghior           | PUSL                        | [ 16 ] |
| Cornel Grigoroaia                | REPER                       | [ 16 ] |
| Alexandru Dârlea                 | S.O.S. România              | [ 16 ] |
| Laurențiu Pogar                  | UDMR/RMDSZ                  | [ 16 ] |

#### Bihor
| Candidat                         | Susținut de                  | Ref.   |
| Primăria Municipiului Oradea     | Primăria Municipiului Oradea | Ref.   |
| -------------------------------- | ---------------------------- | ------ |
| Florin Birta                     | PNL                          | [ 17 ] |
| Adrian Madar                     | PSD                          | [ 17 ] |
| Daniel Palaghianu                | ADU                          | [ 17 ] |
| Rozália Biró                     | UDMR/RMDSZ                   | [ 17 ] |
| István Csomortányi               | AMT                          | [ 20 ] |
| Costel Moza                      | AUR                          | [ 20 ] |
| Președinția Consiliului Județean |                              |        |
| Ilie Bolojan                     | PNL                          | [ 20 ] |
| Aurel Mohan                      | PSD                          | [ 20 ] |
| Alex Orjan                       | ADU                          | [ 20 ] |
| Attila Cseke                     | UDMR/RMDSZ                   | [ 20 ] |
| Ciprian Blejan                   | AUR                          | [ 20 ] |
| István Habinyak                  | AMT                          | [ 20 ] |
| Mihai Lasca                      | PPPR                         | [ 20 ] |

#### Bistrița-Năsăud
| Candidat                         | Susținut de                    | Ref.   |
| Primăria Municipiului Bistrița   | Primăria Municipiului Bistrița | Ref.   |
| -------------------------------- | ------------------------------ | ------ |
| Ioan Turc                        | PNL                            | [ 16 ] |
| Gabriel Lazany                   | PSD                            | [ 16 ] |
| Călin Stan                       | ADU                            | [ 16 ] |
| Georgeta Dobraniș                | AUR                            | [ 16 ] |
| Alexandru Toniuc                 | PNȚMM                          | [ 16 ] |
| Președinția Consiliului Județean |                                |        |
| Emil-Radu Moldovan               | PSD                            | [ 16 ] |
| Robert Sighiartău                | PNL                            | [ 16 ] |
| Ionuț Simionca                   | ADU                            | [ 16 ] |
| Ovidiu Florean                   | AUR                            | [ 16 ] |
| Zoltan Sas                       | REPER                          | [ 16 ] |
| Mircea Taloș                     | PNȚMM                          | [ 16 ] |

#### Botoșani
| Candidat                         | Susținut de                    | Ref.   |
| Primăria Municipiului Botoșani   | Primăria Municipiului Botoșani | Ref.   |
| -------------------------------- | ------------------------------ | ------ |
| Cosmin Andrei                    | PSD                            | [ 16 ] |
| Cătălin Flutur                   | PNL                            | [ 16 ] |
| Ștefania Curelariu               | ADU                            | [ 16 ] |
| Cătălin Silegeanu                | AUR                            | [ 16 ] |
| Marian Jurgiu                    | S.O.S. România                 | [ 16 ] |
| Remus Dăscălescu                 | MRS                            | [ 16 ] |
| Mihaela Stoiciuc                 | -                              | [ 16 ] |
| Președinția Consiliului Județean |                                |        |
| Lucian Trufin                    | PSD                            | [ 16 ] |
| Valeriu Iftime                   | PNL                            | [ 16 ] |
| Andrei Lăcătușu                  | ADU                            | [ 16 ] |
| Eusebiu Cilibiu                  | AUR                            | [ 16 ] |
| Doina Amarandei                  | S.O.S. România                 | [ 16 ] |
| Dănuț Andruș                     | -                              | [ 16 ] |

#### Brăila
| Candidat                         | Susținut de                  | Ref.   |
| Primăria Municipiului Brăila     | Primăria Municipiului Brăila | Ref.   |
| -------------------------------- | ---------------------------- | ------ |
| Viorel-Marian Dragomir           | PSD                          | [ 16 ] |
| Cătălin Cănciu                   | PNL                          | [ 16 ] |
| Nicușor Ciocan                   | ADU                          | [ 16 ] |
| Florin Cîrligea                  | AUR                          | [ 16 ] |
| Gabriel Musceleanu               | S.O.S. România               | [ 16 ] |
| Dorin Bucă                       | PNCR                         | [ 16 ] |
| Marcel Gurgu                     | PSR                          | [ 16 ] |
| Președinția Consiliului Județean |                              |        |
| Francisc Chiriac                 | PSD                          | [ 16 ] |
| Alexandru Popa                   | PNL                          | [ 16 ] |
| Antoneta Ioniță                  | ADU                          | [ 16 ] |
| Marian Simion                    | AUR                          | [ 16 ] |
| Gela Gavrilă                     | PUSL                         | [ 16 ] |
| Adrian Răureanu                  | S.O.S. România               | [ 16 ] |
| Ionuț-Valentin Andrei            | PNCR                         | [ 16 ] |
| Neculai Fătu                     | PSR                          | [ 16 ] |

#### Brașov
| Candidat                         | Susținut de                  | Ref.   |
| Primăria Municipiului Brașov     | Primăria Municipiului Brașov | Ref.   |
| -------------------------------- | ---------------------------- | ------ |
| George Scripcaru                 | PSD-PNL                      | [ 21 ] |
| Allen Coliban                    | ADU                          | [ 21 ] |
| Dan Tanasă                       | AUR                          | [ 21 ] |
| Ionel Goidescu                   | ADN                          | [ 21 ] |
| Florin Crețu Muscalu             | PRM                          | [ 21 ] |
| Adrian Ciobanu                   | S.O.S. România               | [ 21 ] |
| Florin Nicolae Dogar             | -                            | [ 21 ] |
| Președinția Consiliului Județean |                              |        |
| Adrian Veștea                    | PNL                          | [ 21 ] |
| Lucian Patrașcu                  | PSD                          | [ 21 ] |
| Irineu Darău                     | ADU                          | [ 21 ] |
| Loredana Predescu                | AUR                          | [ 21 ] |
| Francisc Kirsch                  | UDMR/RMDSZ                   | [ 21 ] |
| Gabriel Florescu                 | S.O.S. România               | [ 21 ] |

#### Buzău
| Candidat                         | Susținut de                 | Ref.   |
| Primăria Municipiului Buzău      | Primăria Municipiului Buzău | Ref.   |
| -------------------------------- | --------------------------- | ------ |
| Constantin Toma                  | PSD                         | [ 16 ] |
| Carmen-Adriana Ichim             | PNL                         | [ 16 ] |
| Florin Drăgulin                  | ADU                         | [ 16 ] |
| Laurențiu Stîlpeanu              | S.O.S. România              | [ 16 ] |
| Dănuț Barchizeanu                | PUSL                        | [ 16 ] |
| Nicolae Epurescu                 | DEMOS                       | [ 16 ] |
| Haritina Crăiță                  | -                           | [ 16 ] |
| Președinția Consiliului Județean |                             |        |
| Lucian Romașcanu                 | PSD                         | [ 16 ] |
| Adrian Mocanu                    | PNL                         | [ 16 ] |
| Dorin-Valeriu Bădulescu          | ADU                         | [ 16 ] |
| Sorin-Titus Muncaciu             | AUR                         | [ 16 ] |
| Viorel-Mircea Păduroiu           | S.O.S. România              | [ 16 ] |

#### Călărași
| Candidat                         | Susținut de                    | Ref.   |
| Primăria Municipiului Călărași   | Primăria Municipiului Călărași | Ref.   |
| -------------------------------- | ------------------------------ | ------ |
| Marius-Grigore Dulce             | PSD                            | [ 16 ] |
| Alin-Bogdan Drăgulin             | PNL                            | [ 16 ] |
| Amelia-Elena Giurcan             | USR                            | [ 16 ] |
| Dragoș-Florin Coman              | AUR                            | [ 16 ] |
| Liviu Coman                      | PMP-FD                         | [ 16 ] |
| Cosmin Dumitru                   | PRO                            | [ 16 ] |
| Theodor Dumitru                  | S.O.S. România                 | [ 16 ] |
| Nichi-Laurențiu Constantin       | PUSL                           | [ 16 ] |
| Președinția Consiliului Județean |                                |        |
| Vasile Iliuță                    | PSD                            | [ 16 ] |
| Valentin Barbu                   | PNL                            | [ 16 ] |
| Tiron Dăscălescu                 | ADU                            | [ 16 ] |
| Daniel Florea                    | AUR                            | [ 16 ] |
| Dumitru Coarnă                   | PUSL                           | [ 16 ] |
| Amalia Ballantoni                | S.O.S. România                 | [ 16 ] |

#### Caraș-Severin
| Candidat                         | Susținut de                  | Ref.   |
| Primăria Municipiului Reșița     | Primăria Municipiului Reșița | Ref.   |
| -------------------------------- | ---------------------------- | ------ |
| Ioan Popa                        | PNL                          | [ 16 ] |
| Ionuț Popovici                   | PSD                          | [ 16 ] |
| Andrei Rotariu                   | ADU                          | [ 16 ] |
| Bogdan Gaița                     | AUR                          | [ 16 ] |
| Emanuel-Iosif Pavel              | S.O.S. România               | [ 16 ] |
| Tudor Rogin                      | -                            | [ 16 ] |
| Președinția Consiliului Județean |                              |        |
| Romeo-Dan Dunca                  | PNL                          | [ 16 ] |
| Florin Hurduzeu                  | PSD                          | [ 16 ] |
| Andrei George Plujar             | ADU                          | [ 16 ] |
| Ilie-Bere Iova                   | AUR                          | [ 16 ] |
| Daniel Axmann                    | S.O.S. România               | [ 16 ] |

#### Cluj
| Candidat                          | Susținut de                       | Ref.   |
| Primăria Municipiului Cluj-Napoca | Primăria Municipiului Cluj-Napoca | Ref.   |
| --------------------------------- | --------------------------------- | ------ |
| Emil Boc                          | PNL                               | [ 17 ] |
| Aurelia Cristea                   | PSD                               | [ 17 ] |
| Viorel Băltărețu                  | USR                               | [ 17 ] |
| Sabin Sărmaș                      | -                                 | [ 17 ] |
| Președinția Consiliului Județean  |                                   |        |
| Alin Tișe                         | PNL                               | [ 22 ] |
| Alexandru Cordoș                  | PSD                               | [ 22 ] |
| Adrian Oros                       | ADU                               | [ 22 ] |
| Csoma Botond                      | UDMR/RMDSZ                        | [ 22 ] |
| Eugen Cristian Șipoș              | AUR                               | [ 22 ] |
| Florian Alexandru Nicula          | S.O.S. România                    | [ 22 ] |

#### Constanța
| Candidat                         | Susținut de                     | Ref.   |
| Primăria Municipiului Constanța  | Primăria Municipiului Constanța | Ref.   |
| -------------------------------- | ------------------------------- | ------ |
| Vergil Chițac                    | PNL                             | [ 17 ] |
| Horia Constantinescu             | PSD                             | [ 17 ] |
| Stelian Ion                      | ADU                             | [ 17 ] |
| Ovidiu Cupșa                     | AUR                             | [ 17 ] |
| Președinția Consiliului Județean |                                 |        |
| Florin Mitroi                    | PNL                             | [ 23 ] |
| Nicolae Cătălin Grasa            | PSD                             | [ 23 ] |
| Iorga-Claudiu Palaz              | ADU                             | [ 23 ] |
| Mohammad Murad                   | AUR                             | [ 23 ] |
| Mihai Lupu                       | PUSL                            | [ 23 ] |
| Simion-Mihai Pană                | AD                              | [ 23 ] |
| Dumitru Bădrăgan                 | PER                             | [ 23 ] |
| Cristian Stancovici              | S.O.S. România                  | [ 23 ] |

#### Covasna
| Candidat                              | Susținut de                           | Ref.   |
| Primăria Municipiului Sfântu Gheorghe | Primăria Municipiului Sfântu Gheorghe | Ref.   |
| ------------------------------------- | ------------------------------------- | ------ |
| Árpád-András Antal                    | UDMR/RMDSZ                            | [ 16 ] |
| István Kolcza                         | AMT/EMSZ                              | [ 16 ] |
| Bulcsu Eross                          | FMC/MPE                               | [ 16 ] |
| Petru Oltean                          | PSD                                   | [ 16 ] |
| Balogh Dulanyi                        | USR                                   | [ 16 ] |
| Gavril Boitiș                         | AUR                                   | [ 16 ] |
| Președinția Consiliului Județean      |                                       |        |
| Sándor Tamás                          | UDMR/RMDSZ                            | [ 16 ] |
| Gabriella Mike                        | PSD                                   | [ 16 ] |
| Stelian Floroian                      | PNL                                   | [ 16 ] |
| Peter Fazakas                         | AMT/EMSZ                              | [ 16 ] |
| Gabor-Levente Nagy                    | FCM/MPE                               | [ 16 ] |
| Marius-Cătălin Popa                   | USR                                   | [ 16 ] |
| Dumitru Pogoran                       | AUR                                   | [ 16 ] |

#### Dâmbovița
| Candidat                         | Susținut de                      | Ref.   |
| Primăria Municipiului Târgoviște | Primăria Municipiului Târgoviște | Ref.   |
| -------------------------------- | -------------------------------- | ------ |
| Daniel-Cristian Stan             | PSD                              | [ 16 ] |
| Dan-Alexandru Tică               | PNL                              | [ 16 ] |
| Daniel-Codruț Blaga              | ADU                              | [ 16 ] |
| Dorin-Vasile Andreica            | AUR                              | [ 16 ] |
| Președinția Consiliului Județean |                                  |        |
| Corneliu Ștefan                  | PSD                              | [ 16 ] |
| Sorin Ion                        | PNL                              | [ 16 ] |
| Gabriel Plăiașu                  | ADU                              | [ 16 ] |
| Constantin-Ciprian Iacob         | AUR                              | [ 16 ] |

#### Dolj
| Candidat                         | Susținut de                   | Ref.   |
| Primăria Municipiului Craiova    | Primăria Municipiului Craiova | Ref.   |
| -------------------------------- | ----------------------------- | ------ |
| Lia Olguța Vasilescu             | PSD                           | [ 24 ] |
| Nicolae Giugea                   | PNL                           | [ 24 ] |
| Emilia Neagu                     | ADU                           | [ 24 ] |
| Marian Vasile                    | AUR                           | [ 24 ] |
| Ștefan Vava                      | PRO                           | [ 24 ] |
| Cosmin Poteraș                   | REPER                         | [ 24 ] |
| Emil Mladin                      | AD                            | [ 24 ] |
| Gabriela Porumboiu               | POT                           | [ 24 ] |
| Marius Mirea                     | LAN                           | [ 24 ] |
| Diaconu Răzvan                   | S.O.S. România                | [ 24 ] |
| Elena Oancea                     | -                             | [ 24 ] |
| Aurelian Dan                     | -                             | [ 24 ] |
| Președinția Consiliului Județean |                               |        |
| Cosmin Vasile                    | PSD                           | [ 24 ] |
| Nicușor Roșca                    | PNL                           | [ 24 ] |
| Cezar Drăgoescu                  | ADU                           | [ 24 ] |
| Ringo Dămureanu                  | AUR                           | [ 24 ] |
| Marin Costache                   | S.O.S. România                | [ 24 ] |

#### Galați
La data de 29 aprilie 2024, candidații înregistrați la Biroul Electoral Municipal Galați erau, în ordinea aprobării dosarelor, următorii:
| Candidat                         | Susținut de                  |
| Primăria Municipiului Galați     | Primăria Municipiului Galați |
| -------------------------------- | ---------------------------- |
| Bogdan Dobrescu                  | S.O.S. România               |
| Stănică Ambrinoc                 | PRO România                  |
| Picu Apostol Roman               | PUSL                         |
| Eugen Durbacă                    | PCD                          |
| Daniela Simona Vreme             | AUR                          |
| Ionuț Florin Pucheanu            | PSD                          |
| Daniela Ancuța Șarpe             | ADU                          |
| Doru Căstăian                    | PACT pentru Galați           |
| Onuț Atanasiu                    | PNL                          |
| Președinția Consiliului Județean |                              |
| Gabriela Violeta Iordăchiță      | S.O.S. România               |
| Costel Fotea                     | PSD                          |
| Vasile Ștefan                    | PRO România                  |
| Nicolae Bacalbașa                | PCD                          |
| Petrișor Potec                   | ADU                          |
| George Stângă                    | PNL                          |

#### Giurgiu
| Candidat                         | Susținut de                   | Ref.   |
| Primăria Municipiului Giurgiu    | Primăria Municipiului Giurgiu | Ref.   |
| -------------------------------- | ----------------------------- | ------ |
| Adrian-Valentin Anghelescu       | PNL                           | [ 16 ] |
| Nicolae Barbu                    | PSD                           | [ 16 ] |
| Victor Câinaru                   | USR                           | [ 16 ] |
| Bogdan Bratu                     | AUR                           | [ 16 ] |
| Nicu Ștefan                      | PMP                           | [ 16 ] |
| Liliana Ciobanu                  | PUSL                          | [ 16 ] |
| Gheorghe Gușă                    | BSR                           | [ 16 ] |
| Petre Iancu                      | Alianța pentru Reformă        | [ 16 ] |
| Președinția Consiliului Județean |                               |        |
| Toma-Florin Petcu                | PNL                           | [ 16 ] |
| Marian Mina                      | PSD                           | [ 16 ] |
| Ionuț-Ciprian Alexandru          | USR                           | [ 16 ] |
| Iosif-Dorin Cândea               | AUR                           | [ 16 ] |
| Sile Cobzaru                     | PMP                           | [ 16 ] |
| Constantin Buduru                | PUSL                          | [ 16 ] |

#### Gorj
| Candidat                         | Susținut de                     | Ref.   |
| Primăria Municipiului Târgu Jiu  | Primăria Municipiului Târgu Jiu | Ref.   |
| -------------------------------- | ------------------------------- | ------ |
| Iulian-Vasile Popescu            | PNL                             | [ 16 ] |
| Marcel-Laurențiu Romanescu       | PSD                             | [ 16 ] |
| Corneliu Răducan-Morega          | ADU                             | [ 16 ] |
| Ionelia Priescu                  | AUR                             | [ 16 ] |
| Marius Ciplean                   | PUSL                            | [ 16 ] |
| Gabriel Coica                    | S.O.S. România                  | [ 16 ] |
| Adrian-Marcel Tudor Drăghici     | Verzii                          | [ 16 ] |
| Vasile-Liviu Andrei              | ANC                             | [ 16 ] |
| Ion-Marian Ciofîcă               | -                               | [ 16 ] |
| Președinția Consiliului Județean |                                 |        |
| Cosmin-Mihai Popescu             | PSD                             | [ 16 ] |
| Ion Iordache                     | PNL                             | [ 16 ] |
| Nicolae Davițoiu                 | ADU                             | [ 16 ] |
| Adrian Zorlescu                  | AUR                             | [ 16 ] |
| Dumitru Miroiu                   | PUSL                            | [ 16 ] |
| Marcel Iacobescu                 | Verzii                          | [ 16 ] |
| Alexandru Motohonu               | S.O.S. România                  | [ 16 ] |
| Raul-Ștefăniță Dumitru           | PRM                             | [ 16 ] |
| Constantin Pănescu               | ANC                             | [ 16 ] |

#### Harghita
| Candidat                             | Susținut de                          | Ref.   |
| Primăria Municipiului Miercurea Ciuc | Primăria Municipiului Miercurea Ciuc | Ref.   |
| ------------------------------------ | ------------------------------------ | ------ |
| Attila Korodi                        | UDMR/RMDSZ                           | [ 16 ] |
| Ervin Tőke                           | AMT/EMSZ                             | [ 16 ] |
| Vasian Cioancă                       | PSD                                  | [ 16 ] |
| Maria Erős                           | PNL                                  | [ 16 ] |
| Președinția Consiliului Județean     |                                      |        |
| Barna-Botond Biro                    | UDMR/RMDSZ                           | [ 16 ] |
| Costel Lazăr                         | PNL                                  | [ 16 ] |
| Dan-Cirpian Rugină                   | PSD                                  | [ 16 ] |
| Adrian-George Ciobanu                | ADU                                  | [ 16 ] |
| Lehel Tőkés                          | AMT/EMSZ                             | [ 16 ] |

#### Hunedoara
| Candidat                         | Susținut de                | Ref.   |
| Primăria Municipiului Deva       | Primăria Municipiului Deva | Ref.   |
| -------------------------------- | -------------------------- | ------ |
| Nicolae-Florin Oancea            | PNL                        | [ 16 ] |
| Lucian-Ioan Rus                  | PSD                        | [ 16 ] |
| Lucian Mara                      | USR-PMP                    | [ 16 ] |
| Alin Amititeloaie                | FD                         | [ 16 ] |
| Gabriel Ionașcu                  | AUR                        | [ 16 ] |
| Anamaria Găvrilă                 | POT                        | [ 16 ] |
| Constantin Oltean                | PNCR                       | [ 16 ] |
| Președinția Consiliului Județean |                            |        |
| Laurențiu Nistor                 | PSD                        | [ 16 ] |
| Călin-Petru Marian               | PNL                        | [ 16 ] |
| Robert Muzsic                    | ADU                        | [ 16 ] |
| Marius Mane                      | AUR                        | [ 16 ] |
| Constantin Aparaschivei          | AD                         | [ 16 ] |
| Ioana Pinte                      | PNCR                       | [ 16 ] |
| Marta Mate                       | UDMR/RMDSZ                 | [ 16 ] |

#### Ialomița
| Candidat                         | Susținut de                    | Ref.   |
| Primăria Municipiului Slobozia   | Primăria Municipiului Slobozia | Ref.   |
| -------------------------------- | ------------------------------ | ------ |
| Dragoș Soare                     | PNL                            | [ 16 ] |
| Dănuț-Alexandru Potor            | PSD                            | [ 16 ] |
| Mihai Tănăsescu                  | ADU                            | [ 16 ] |
| Paroș-Mihăiță Radu               | AUR                            | [ 16 ] |
| Ionel Gae                        | PUSL                           | [ 16 ] |
| Nina Musgoci                     | PPQAnon                        | [ 16 ] |
| Rodica Boancă                    | LEU                            | [ 16 ] |
| Iuliu Bocioagă                   | -                              | [ 16 ] |
| Președinția Consiliului Județean |                                |        |
| Marian Pavel                     | PSD                            | [ 16 ] |
| Dragoș Telehuz                   | PNL                            | [ 16 ] |
| Eugen Dubălaru                   | ADU                            | [ 16 ] |
| Silviu Oancea                    | AUR                            | [ 16 ] |
| Ionel Gae                        | PUSL                           | [ 16 ] |
| Grigore Peiu                     | S.O.S. România                 | [ 16 ] |
| Adrian Costea                    | AD                             | [ 16 ] |
| Florin Caragață                  | LEU                            | [ 16 ] |

#### Iași
| Candidat                         | Susținut de                | Ref.   |
| Primăria Municipiului Iași       | Primăria Municipiului Iași | Ref.   |
| -------------------------------- | -------------------------- | ------ |
| Mihai Chirica                    | PNL                        | [ 17 ] |
| Bogdan Balanișcu                 | PSD                        | [ 17 ] |
| Marius Bodea                     | ADU-Verzii                 | [ 17 ] |
| Cosette Chichirău                | România ECO                | [ 17 ] |
| Tudor Ciuhodaru                  | AUR                        | [ 25 ] |
| Mihail Pintilei                  | PUSL                       | [ 25 ] |
| Viorel Blăjuț                    | PSI                        | [ 25 ] |
| Ioan Sebastian Buduroi           | PLEU                       | [ 25 ] |
| Cătălin Abălașei                 | PRO                        | [ 25 ] |
| Președinția Consiliului Județean |                            |        |
| Costel Alexe                     | PNL                        | [ 25 ] |
| Petru Bogdan Cojocaru            | PSD-Verzii                 | [ 25 ] |
| Petru Movilă                     | ADU                        | [ 25 ] |
| Pavel-Gheorghe Pântea            | PUSL                       | [ 25 ] |
| Iuliana Rățoi                    | PRO                        | [ 25 ] |
| Marius Ostaficiuc                | AUR                        | [ 25 ] |
| Adrian Apostolache               | România ECO                | [ 25 ] |
| Cezar-Ioan Rebenciuc             | S.O.S. România             | [ 25 ] |

#### Ilfov
| Candidat                           | Susținut de                 | Ref.   |
| Primăria Orașului Bragadiru        | Primăria Orașului Bragadiru | Ref.   |
| ---------------------------------- | --------------------------- | ------ |
| Gabriel Lupulescu                  | PNL                         | [ 26 ] |
| Gabriel-Dan Dumitrescu             | PSD                         | [ 26 ] |
| Puiu-Valentin Grecu                | AUR                         | [ 26 ] |
| Alexandra-Teodora Desagă           | PMP                         | [ 26 ] |
| Eugeniu Țună                       | S.O.S. România              | [ 26 ] |
| Aurel Ivan                         | -                           | [ 26 ] |
| Cristian-Ionuț Scarlat             | -                           | [ 26 ] |
| Primăria Orașului Buftea           |                             |        |
| Gheorghe Pistol                    | PNL                         | [ 26 ] |
| Gabriel-Ionuț Petre                | PSD                         | [ 26 ] |
| Ion Stoica                         | PRO                         | [ 26 ] |
| Horia-Victor Bobei                 | S.O.S. România              | [ 26 ] |
| Primăria Orașului Chitila          |                             |        |
| Emilian Oprea                      | PNL                         | [ 26 ] |
| Nicolae Matei                      | PSD                         | [ 26 ] |
| Răzvan-Dinu Mihăilă                | ADU                         | [ 26 ] |
| Ion Godin                          | AUR                         | [ 26 ] |
| Primăria Orașului Măgurele         |                             |        |
| Cătălin Constantin                 | PNL                         | [ 26 ] |
| Sebastian Săbăroiu                 | PSD                         | [ 26 ] |
| Cristian Stamate                   | USR                         | [ 26 ] |
| Eugen Ilie                         | AUR                         | [ 26 ] |
| Primăria Orașului Otopeni          |                             |        |
| Silviu-Constantin Gheorghe         | PNL                         | [ 26 ] |
| Arian Constantin                   | PSD                         | [ 26 ] |
| Răzvan Velterean                   | USR-PMP                     | [ 26 ] |
| Veronica Fortuna                   | AUR                         | [ 26 ] |
| Octavian Burdușa                   | AD                          | [ 26 ] |
| Silviu Ganea                       | FD                          | [ 26 ] |
| Bogdan Florea                      | PUSL                        | [ 26 ] |
| Primăria Orașului Pantelimon       |                             |        |
| Marian Ivan                        | PSD-PNL                     | [ 26 ] |
| Ionuț Alexa                        | ADU                         | [ 26 ] |
| Alexandru Strîmbeanu               | AUR                         | [ 26 ] |
| Carol Goghie                       | PP                          | [ 26 ] |
| Primăria Orașului Popești-Leordeni |                             |        |
| Petre Iacob                        | PSD-PNL                     | [ 26 ] |
| Andrei Nistor                      | ADU                         | [ 26 ] |
| Constantin Mitran                  | AUR                         | [ 26 ] |
| Bogdan Toader                      | REPER                       | [ 26 ] |
| Mirel-Răzvan Chiriță               | POT                         | [ 26 ] |
| Adrian-Ciprian Moldovan            | -                           | [ 26 ] |
| Primăria Orașului Voluntari        |                             |        |
| Florentin Pandele                  | PSD                         | [ 26 ] |
| Daniela Gruia                      | PNL                         | [ 26 ] |
| Aurelian Vîrgă                     | ADU                         | [ 26 ] |
| Alexandra Lificiu                  | REPER                       | [ 26 ] |
| Andrei Bratu                       | AUR                         | [ 26 ] |
| Bogdan Niculae                     | PP                          | [ 26 ] |
| Florin Andrei                      | PUSL                        | [ 26 ] |
| Viorel Barbu                       | ACUM                        | [ 26 ] |
| Cosmin Cibiliu                     | S.O.S. România              | [ 26 ] |
| Florin Eremia                      | BSR                         | [ 26 ] |
| Cristian Neagu                     | REDUTA                      | [ 26 ] |
| Florin Gogorici                    | -                           | [ 26 ] |
| Președinția Consiliului Județean   |                             |        |
| Hubert Thuma                       | PSD-PNL                     | [ 27 ] |
| Ionel Dancă                        | ADU                         | [ 27 ] |
| Sergiu Mihalcea                    | AUR                         | [ 27 ] |
| Horia-Victor Bobei                 | S.O.S. România              | [ 27 ] |
| Claudiu Tănăsescu                  | PRM                         | [ 27 ] |

#### Maramureș
| Candidat                         | Susținut de                     | Ref.   |
| Primăria Municipiului Baia Mare  | Primăria Municipiului Baia Mare | Ref.   |
| -------------------------------- | ------------------------------- | ------ |
| Ioan Dăncuș                      | PSD                             | [ 16 ] |
| Ionel Bogdan                     | PNL                             | [ 16 ] |
| Brian Cristian                   | USR-PMP                         | [ 16 ] |
| Costel Pîrvănoiu                 | AUR                             | [ 16 ] |
| Zsolt Pap                        | UDMR/RMDSZ                      | [ 16 ] |
| Călin Herțeg                     | AD                              | [ 16 ] |
| Bogdan Hodorogea                 | S.O.S. România                  | [ 16 ] |
| Claudiu Filip                    | Verzii                          | [ 16 ] |
| Sever Ciucă                      | PER                             | [ 16 ] |
| Cristian Anghel                  | FD                              | [ 16 ] |
| Mircea Dolha                     | PNCR                            | [ 16 ] |
| Florin Barbur                    | REPER                           | [ 16 ] |
| Călin Groza                      | POT                             | [ 16 ] |
| Liviu Pop                        | PUSL                            | [ 16 ] |
| Mircea Cirț                      | PVN                             | [ 16 ] |
| Sergiu Zainea                    | -                               | [ 16 ] |
| Președinția Consiliului Județean |                                 |        |
| Gabriel Ștețco                   | PNL                             | [ 16 ] |
| Gabriel Zetea                    | PSD                             | [ 16 ] |
| Dan Ivan                         | USR-PMP                         | [ 16 ] |
| Darius Pop                       | AUR                             | [ 16 ] |
| Zsolt Pinter                     | UDMR/RMDSZ                      | [ 16 ] |
| Călin Morariu                    | AD                              | [ 16 ] |
| Elena Ponde                      | PER                             | [ 16 ] |
| Mihai Ropan                      | PNCR                            | [ 16 ] |
| Nadia Pop                        | PVN                             | [ 16 ] |
| Dumitru Opriș                    | FD                              | [ 16 ] |
| Mariana Filip                    | PUSL                            | [ 16 ] |
| Cornelia Cîmpean                 | PP                              | [ 16 ] |
| Alina Ivașco                     | S.O.S. România                  | [ 16 ] |

#### Mehedinți
| Candidat                                    | Susținut de                                 | Ref.   |
| Primăria Municipiului Drobeta-Turnu Severin | Primăria Municipiului Drobeta-Turnu Severin | Ref.   |
| ------------------------------------------- | ------------------------------------------- | ------ |
| Marius-Vasile Screciu                       | PSD                                         | [ 16 ] |
| Virgil Popescu                              | PNL                                         | [ 16 ] |
| Constantin Gherghe                          | ADU                                         | [ 16 ] |
| Eduard Koler                                | AUR                                         | [ 16 ] |
| Ionela Predețeanu                           | PUSL                                        | [ 16 ] |
| Livia Gheorghe                              | S.O.S. România                              | [ 16 ] |
| Florin Măneanu                              | ND                                          | [ 16 ] |
| Președinția Consiliului Județean            |                                             |        |
| Aladin-Gigi Georgescu                       | PSD                                         | [ 16 ] |
| Dumitru Mărculescu                          | PNL                                         | [ 16 ] |
| Maria-Ramona Cupă                           | ADU                                         | [ 16 ] |
| Doinița Chircu                              | AUR                                         | [ 16 ] |
| Sever Vișan                                 | PUSL                                        | [ 16 ] |
| Georgeta Drăghia                            | S.O.S. România                              | [ 16 ] |

#### Mureș
| Candidat                          | Susținut de                       | Ref.   |
| Primăria Municipiului Târgu Mureș | Primăria Municipiului Târgu Mureș | Ref.   |
| --------------------------------- | --------------------------------- | ------ |
| Zoltán Soós                       | UDMR/RMDSZ                        | [ 17 ] |
| Horațiu Suciu                     | PSD-PNL                           | [ 17 ] |
| Radu Mircea Pescar                | ADU                               | [ 17 ] |
| Cristian Vântu                    | AUR                               | [ 17 ] |
| Președinția Consiliului Județean  |                                   |        |
| Péter Ferenc                      | UDMR/RMDSZ                        | [ 28 ] |
| Dumitrița Gliga                   | PSD                               | [ 28 ] |
| Adrian Giurgiu                    | ADU                               | [ 28 ] |
| Cristina-Mara Togănel             | PNL                               | [ 28 ] |
| Daniel Răzvan Biro                | AUR                               | [ 28 ] |
| Axente-Ciprian Degan              | PRM                               | [ 28 ] |
| Dan Mașca                         | POL                               | [ 28 ] |
| Máthé Zsolt Péter                 | -                                 | [ 28 ] |

#### Neamț
| Candidat                           | Susținut de                        | Ref.   |
| Primăria Municipiului Piatra-Neamț | Primăria Municipiului Piatra-Neamț | Ref.   |
| ---------------------------------- | ---------------------------------- | ------ |
| Andrei Carabelea                   | PNL                                | [ 16 ] |
| Vasile Niță                        | PSD                                | [ 16 ] |
| Alina Tatomir                      | ADU                                | [ 16 ] |
| Marius Apopei                      | AUR                                | [ 16 ] |
| Vasile Panaite                     | PUSL                               | [ 16 ] |
| Marius Popa                        | S.O.S. România                     | [ 16 ] |
| Vasile Babătă                      | ARS                                | [ 16 ] |
| Constantin Băltog                  | Partidul Progresist                | [ 16 ] |
| Alin Lehăduș                       | -                                  | [ 16 ] |
| Moise Luca                         | -                                  | [ 16 ] |
| Diana Acatrinei                    | -                                  | [ 16 ] |
| Președinția Consiliului Județean   |                                    |        |
| Daniel Harpa                       | PSD                                | [ 16 ] |
| George Lazăr                       | PNL                                | [ 16 ] |
| Maria Apostol                      | ADU                                | [ 16 ] |
| Sorin Lavric                       | AUR                                | [ 16 ] |
| Claudiu Neguriță                   | S.O.S. România                     | [ 16 ] |
| Raluca Cucu                        | AD                                 | [ 16 ] |
| Lucia Melinte                      | ARS                                | [ 16 ] |

#### Olt
| Candidat                         | Susținut de                   | Ref.   |
| Primăria Municipiului Slatina    | Primăria Municipiului Slatina | Ref.   |
| -------------------------------- | ----------------------------- | ------ |
| Constantin Moț                   | PSD                           | [ 16 ] |
| Mario-Lucian De Mezzo            | PNL                           | [ 16 ] |
| Elena Iotu                       | USR-FD                        | [ 16 ] |
| Dima Gabriel Boliteanu           | AUR                           | [ 16 ] |
| Nicolae Davidescu                | PUSL                          | [ 16 ] |
| Cristian Văduva                  | S.O.S. România                | [ 16 ] |
| Președinția Consiliului Județean |                               |        |
| Marius Oprescu                   | PSD                           | [ 16 ] |
| Ionel Oproiu                     | PNL                           | [ 16 ] |
| Marian Doagă                     | ADU                           | [ 16 ] |
| Mugur Mihăescu                   | AUR                           | [ 16 ] |
| Mihai Țiu                        | S.O.S. România                | [ 16 ] |

#### Prahova
| Candidat                         | Susținut de                    | Ref.   |
| Primăria Municipiului Ploiești   | Primăria Municipiului Ploiești | Ref.   |
| -------------------------------- | ------------------------------ | ------ |
| Andrei Volosevici                | PSD                            | [ 29 ] |
| Bogdan Nica                      | PNL                            | [ 29 ] |
| Răzvan Enescu                    | ADU                            | [ 29 ] |
| Alexandru Săraru                 | AUR                            | [ 29 ] |
| Cristina Toma-Cochinescu         | PRM                            | [ 29 ] |
| Simona Dolniceanu                | PRA                            | [ 29 ] |
| Ionuț Urzeală                    | PER                            | [ 29 ] |
| Cătălin Beciu                    | PNC                            | [ 29 ] |
| Doru Marian                      | PP                             | [ 29 ] |
| Mihai Polițeanu                  | -                              | [ 29 ] |
| Președinția Consiliului Județean |                                |        |
| Iulian Dumitrescu                | PNL                            | [ 30 ] |
| Virgiliu Daniel Nanu             | PSD                            | [ 30 ] |
| Adrian Axinia                    | AUR                            | [ 30 ] |
| George Ionescu                   | ADU                            | [ 30 ] |
| Adrian Petrache                  | ANȚ                            | [ 30 ] |
| Gabriel Mihail Mușoroaia         | România în Acțiune             | [ 30 ] |
| Mihai Cristian Neagu             | MNP-REPER                      | [ 30 ] |
| Gheorghe Năsulea                 | S.O.S. România                 | [ 30 ] |

#### Sălaj
| Candidat                         | Susținut de                 | Ref.   |
| Primăria Municipiului Zalău      | Primăria Municipiului Zalău | Ref.   |
| -------------------------------- | --------------------------- | ------ |
| Ionel Ciunt                      | PSD                         | [ 16 ] |
| Cristian Bîrsan                  | PNL                         | [ 16 ] |
| Gabriela Olar                    | ADU                         | [ 16 ] |
| Ioan Taloș                       | AUR                         | [ 16 ] |
| Nicolae Fazakas                  | UDMR/RMDSZ                  | [ 16 ] |
| Alin-Costel Prunean              | REPER                       | [ 16 ] |
| Președinția Consiliului Județean |                             |        |
| Dinu Iancu-Sălăjanu              | PNL                         | [ 16 ] |
| Florin Florian                   | PSD                         | [ 16 ] |
| Cosmin Ardelean                  | ADU                         | [ 16 ] |
| Ambroziu Perneș                  | AUR                         | [ 16 ] |
| Robert Szilagy                   | UDMR/RMDSZ                  | [ 16 ] |
| Ferenc Pusok                     | S.O.S. România              | [ 16 ] |

#### Satu Mare
| Candidat                         | Susținut de                     | Ref.   |
| Primăria Municipiului Satu Mare  | Primăria Municipiului Satu Mare | Ref.   |
| -------------------------------- | ------------------------------- | ------ |
| Gábor Kereskényi                 | UDMR/RMDSZ                      | [ 16 ] |
| Radu Roca                        | PSD-PNL                         | [ 16 ] |
| Radu Panait                      | USR-PMP                         | [ 16 ] |
| Lucian Tișea                     | AUR                             | [ 16 ] |
| Adelin Ghiarfaș                  | FD                              | [ 16 ] |
| Vasile Pelincaș                  | S.O.S. România                  | [ 16 ] |
| Dan Băbuț                        | PP                              | [ 16 ] |
| Președinția Consiliului Județean |                                 |        |
| Csaba Pataki                     | UDMR/RMDSZ                      | [ 16 ] |
| Mircea Govor                     | PSD                             | [ 16 ] |
| Adrian Cozma                     | PNL                             | [ 16 ] |
| Liviu Pop                        | USR-PMP                         | [ 16 ] |
| Ștefan Csordaș                   | FD                              | [ 16 ] |
| Vasile Deac                      | S.O.S. România                  | [ 16 ] |

#### Sibiu
| Candidat                         | Susținut de                 | Ref.   |
| Primăria Municipiului Sibiu      | Primăria Municipiului Sibiu | Ref.   |
| -------------------------------- | --------------------------- | ------ |
| Astrid Fodor                     | FDGR/DFDR                   | [ 17 ] |
| Adrian Bibu                      | PNL                         | [ 17 ] |
| Ruxandra Deaconu                 | ADU                         | [ 17 ] |
| Florin Giubega                   | PSD                         | [ 17 ] |
| Sebastian Suciu                  | AUR                         | [ 31 ] |
| Ciprian Faraon                   | PUSL                        | [ 31 ] |
| Zară Ștefan                      | PER                         | [ 31 ] |
| Cristian Marinescu               | PP                          | [ 31 ] |
| Alexandru Găvozdea               | -                           | [ 31 ] |
| Președinția Consiliului Județean |                             |        |
| Daniela Cîmpean                  | PNL                         | [ 32 ] |
| Bogdan Trif                      | PSD                         | [ 32 ] |
| Adrian Echert                    | ADU                         | [ 32 ] |
| Paul Kuttesch                    | FDGR/DFDR                   | [ 32 ] |
| Augustin Sava                    | AUR                         | [ 32 ] |
| Lucian Trancă                    | PP                          | [ 32 ] |
| Ioan Gligor                      | PER                         | [ 32 ] |
| Dragoș Patriche                  | PUSL                        | [ 32 ] |

#### Suceava
| Candidat                         | Susținut de                   | Ref.   |
| Primăria Municipiului Suceava    | Primăria Municipiului Suceava | Ref.   |
| -------------------------------- | ----------------------------- | ------ |
| Vasile Rîmbu                     | PSD                           | [ 33 ] |
| Lucian Harșovschi                | PNL                           | [ 33 ] |
| Marian Andronache                | ADU                           | [ 33 ] |
| Cătălin Axinte                   | AUR                           | [ 33 ] |
| Neșculescu Andrei-Ionuț          | S.O.S. România                | [ 33 ] |
| Constantin Harsim                | PUSL                          | [ 33 ] |
| Teodora Munteanu                 | -                             | [ 33 ] |
| Președinția Consiliului Județean |                               |        |
| Gheorghe Flutur                  | PNL                           | [ 34 ] |
| Gheorghe Șoldan                  | PSD                           | [ 34 ] |
| Emanuel Ungureanu                | ADU                           | [ 34 ] |
| Silvestru Balan                  | S.O.S. România                | [ 34 ] |
| Paula Sava                       | PP                            | [ 34 ] |

#### Teleorman
| Candidat                         | Susținut de                      | Ref.   |
| Primăria Municipiului Alexandria | Primăria Municipiului Alexandria | Ref.   |
| -------------------------------- | -------------------------------- | ------ |
| Victor Drăgușin                  | PSD                              | [ 16 ] |
| Haralambie Epure                 | PNL                              | [ 16 ] |
| Cătălin Dumitrașcu               | ADU                              | [ 16 ] |
| Bogdan Doncea                    | AUR                              | [ 16 ] |
| Dan Dobre                        | -                                | [ 16 ] |
| Președinția Consiliului Județean |                                  |        |
| Adrian Gâdea                     | PSD                              | [ 16 ] |
| Marin Țole                       | PNL                              | [ 16 ] |
| Costel Stăvărache                | ADU                              | [ 16 ] |
| Gabriel Florea                   | AUR                              | [ 16 ] |
| George Mardale                   | S.O.S. România                   | [ 16 ] |

#### Timiș
| Candidat                         | Susținut de                     | Ref.   |
| Primăria Municipiului Timișoara  | Primăria Municipiului Timișoara | Ref.   |
| -------------------------------- | ------------------------------- | ------ |
| Dominic Fritz                    | ADU                             | [ 17 ] |
| Nicolae Robu                     | PSD-PNL                         | [ 17 ] |
| Ilie Vasile Sîrbu                | AUR                             | [ 17 ] |
| Raul Olajos                      | REPER                           | [ 35 ] |
| Ana Baș Marcela                  | S.O.S. România                  | [ 35 ] |
| Dumitru Moroianu                 | PRM                             | [ 35 ] |
| Daniel Marius Coraș              | PRP                             | [ 35 ] |
| Florin Jianu                     | ANȚ                             | [ 35 ] |
| Marian Constantin Vasile         | -                               | [ 35 ] |
| Președinția Consiliului Județean |                                 |        |
| Alin Nica                        | ADU                             | [ 35 ] |
| Alfred Simonis                   | PSD-PNL                         | [ 35 ] |
| Adrian Iacob                     | AUR                             | [ 35 ] |
| Marian Mayer                     | PRM                             | [ 35 ] |
| Ovidiu Szime                     | PRP                             | [ 35 ] |
| Glad Simuț                       | S.O.S. România                  | [ 35 ] |

#### Tulcea
| Candidat                         | Susținut de                  | Ref.   |
| Primăria Municipiului Tulcea     | Primăria Municipiului Tulcea | Ref.   |
| -------------------------------- | ---------------------------- | ------ |
| Ștefan Ilie                      | PNL                          | [ 16 ] |
| Dragoș Simion                    | PSD                          | [ 16 ] |
| Octavian Motoc                   | ADU                          | [ 16 ] |
| Lucian Furdui                    | AUR                          | [ 16 ] |
| Valentin Scarlat                 | REPER                        | [ 16 ] |
| Cristian Anton                   | S.O.S. România               | [ 16 ] |
| Președinția Consiliului Județean |                              |        |
| Horia Teodorescu                 | PSD                          | [ 16 ] |
| George Șișcu                     | PNL                          | [ 16 ] |
| Eugen Terente                    | ADU                          | [ 16 ] |
| Mircea Zaharcu                   | AUR                          | [ 16 ] |
| Marcel Ivanov                    | REPER                        | [ 16 ] |
| Aurel Nane                       | S.O.S. România               | [ 16 ] |
| Ioan Gosav                       | ANȚ                          | [ 16 ] |

#### Vâlcea
| Candidat                             | Susținut de                          | Ref.   |
| Primăria Municipiului Râmnicu Vâlcea | Primăria Municipiului Râmnicu Vâlcea | Ref.   |
| ------------------------------------ | ------------------------------------ | ------ |
| Mircia Gutău                         | PSD                                  | [ 16 ] |
| Virgil Pîrvulescu                    | PNL                                  | [ 16 ] |
| Marian Lazăr                         | ADU                                  | [ 16 ] |
| Vicențiu Mocanu                      | AUR                                  | [ 16 ] |
| Cristinel Dîrlescu                   | S.O.S. România                       | [ 16 ] |
| Ion Dicu                             | ARS                                  | [ 16 ] |
| Florin Puican                        | ACUM                                 | [ 16 ] |
| Mircea Stoica                        | -                                    | [ 16 ] |
| Daniel Bușe                          | -                                    | [ 16 ] |
| Președinția Consiliului Județean     |                                      |        |
| Constantin Rădulescu                 | PSD                                  | [ 16 ] |
| Aurel Simion                         | PNL                                  | [ 16 ] |
| Andrei Gheorghiu                     | USR-PMP                              | [ 16 ] |
| Ionuț Nuică                          | AUR                                  | [ 16 ] |
| Mariana Nițu                         | FD                                   | [ 16 ] |
| Ion Nicolae                          | S.O.S. România                       | [ 16 ] |
| Andrei Călinoiu                      | PRM                                  | [ 16 ] |

#### Vaslui
| Candidat                         | Susținut de                  | Ref.   |
| Primăria Municipiului Vaslui     | Primăria Municipiului Vaslui | Ref.   |
| -------------------------------- | ---------------------------- | ------ |
| Lucian Braniște                  | PSD                          | [ 16 ] |
| Robert Vlada                     | PNL                          | [ 16 ] |
| Marius Arcăleanu                 | ADU                          | [ 16 ] |
| Ionel Sandu                      | AUR                          | [ 16 ] |
| Cirpian Pintilie                 | PUSL                         | [ 16 ] |
| Alin Trifu                       | PRO                          | [ 16 ] |
| Președinția Consiliului Județean |                              |        |
| Ciprian-Ionuț Trifan             | PSD                          | [ 16 ] |
| Nelu Tătaru                      | PNL                          | [ 16 ] |
| Mihai Botez                      | ADU                          | [ 16 ] |
| Sergiu Chelmu                    | AUR                          | [ 16 ] |
| Louis Pălăduță                   | PUSL                         | [ 16 ] |
| Emil Dorin                       | PRO                          | [ 16 ] |

#### Vrancea
| Candidat                         | Susținut de                   | Ref.   |
| Primăria Municipiului Focșani    | Primăria Municipiului Focșani | Ref.   |
| -------------------------------- | ----------------------------- | ------ |
| Cristi Misăilă                   | PSD                           | [ 16 ] |
| Valentin Resmeriță               | PNL                           | [ 16 ] |
| Ana-Maria Dimitriu               | ADU                           | [ 16 ] |
| Dragoș Anghene                   | AUR                           | [ 16 ] |
| Alexandru Nistoroiu              | PUSL                          | [ 16 ] |
| Dănuț Pleșa-Plugaru              | S.O.S. România                | [ 16 ] |
| Cristian Zîrnă                   | -                             | [ 16 ] |
| Președinția Consiliului Județean |                               |        |
| Dragoș Ciobotaru                 | PNL                           | [ 16 ] |
| Nicușor Halici                   | PSD                           | [ 16 ] |
| Ion Ștefan                       | ADU                           | [ 16 ] |
| Georgel Badiu                    | AUR                           | [ 16 ] |
| Victor Roman                     | PUSL                          | [ 16 ] |
| Carmen Vasiliu                   | S.O.S. România                | [ 16 ] |

## Rezultate
Alegerile locale în România din 2024 au avut loc la data de 9 iunie 2024 iar rezultatele acestora sunt publicate în tabelele de mai jos.

### Rezultate ordonate după partide
Ordinea de mai jos (cu excepția allianțelor locale, alte partide și a candidaților independenți) este în funcție de media obținută la cele 4 alegeri a autorităților locale și administrative.
| | Partidul Social Democrat (PSD)                                                                                      | Partidul Social Democrat (PSD)                                                                                      | Partidul Social Democrat (PSD)                                                                                      | 2.823.291 | 35,56%  | 24 | 2.640.850 | 33,50%  | 521   | 3.045.816 | 34,74%  | 1.677 | 2.830.129 | 32,56%  | 16.509 |
| | Partidul Național Liberal (PNL)                                                                                     | Partidul Național Liberal (PNL)                                                                                     | Partidul Național Liberal (PNL)                                                                                     | 2.314.354 | 29,15%  | 11 | 2.178.075 | 27,63%  | 412   | 2.548.478 | 29,07%  | 1.132 | 2.273.927 | 26,16%  | 12.802 |
| | Alianța pentru Unirea Românilor (AUR)                                                                               | Alianța pentru Unirea Românilor (AUR)                                                                               | Alianța pentru Unirea Românilor (AUR)                                                                               | 768.207   | 9,67%   | 0  | 843.734   | 10,70%  | 159   | 549.306   | 6,26%   | 30    | 829.365   | 9,54%   | 3.527  |
| | Alianța Dreapta Unită (ADU) - Uniunea Salvați România (USR) - Partidul Mișcarea Populară (PMP) - Forța Dreptei (FD) | Alianța Dreapta Unită (ADU) - Uniunea Salvați România (USR) - Partidul Mișcarea Populară (PMP) - Forța Dreptei (FD) | Alianța Dreapta Unită (ADU) - Uniunea Salvați România (USR) - Partidul Mișcarea Populară (PMP) - Forța Dreptei (FD) | 698.704   | 8,80%   | 0  | 653.476   | 8,29%   | 75    | 550.850   | 6,28%   | 28    | 583.042   | 6,70%   | 961    |
| | Uniunea Democrată Maghiară din România (UDMR/RMDSZ)                                                                 | Uniunea Democrată Maghiară din România (UDMR/RMDSZ)                                                                 | Uniunea Democrată Maghiară din România (UDMR/RMDSZ)                                                                 | 479.503   | 6,03%   | 4  | 506.659   | 6,42%   | 104   | 378.594   | 4,31%   | 200   | 471.588   | 5,42%   | 2.525  |
| | Alianța Electorală PSD-PNL (PSD-PNL) - Partidul Național Liberal (PNL) - Partidul Social Democrat (PSD)             | Alianța Electorală PSD-PNL (PSD-PNL) - Partidul Național Liberal (PNL) - Partidul Social Democrat (PSD)             | Alianța Electorală PSD-PNL (PSD-PNL) - Partidul Național Liberal (PNL) - Partidul Social Democrat (PSD)             | 258.490   | 3,25%   | 2  | 258.741   | 3,28%   | 42    | 511.190   | 5,83%   | 29    | 429.728   | 4,94%   | 308    |
| | S.O.S. România (S.O.S.)                                                                                             | S.O.S. România (S.O.S.)                                                                                             | S.O.S. România (S.O.S.)                                                                                             | 232.577   | 2,92%   | 0  | 226.949   | 2,87%   | 0     | 85.105    | 0,97%   | 0     | 120.819   | 1,39%   | 149    |
| | Uniunea Salvați România (USR)                                                                                       | Uniunea Salvați România (USR)                                                                                       | Uniunea Salvați România (USR)                                                                                       | 14.739    | 0,18%   | 2  | 17.119    | 0,21%   | 2     | 104.621   | 1,19%   | 10    | 158.545   | 1,82%   | 830    |
| | Partidul Umanist Social Liberal (PUSL)                                                                              | Partidul Umanist Social Liberal (PUSL)                                                                              | Partidul Umanist Social Liberal (PUSL)                                                                              | 55.995    | 0,70%   | 0  | 78.927    | 1,00%   | 0     | 107.355   | 1,22%   | 4     | 128.060   | 1,47%   | 225    |
| | Reînnoim Proiectul European al României (REPER)                                                                     | Reînnoim Proiectul European al României (REPER)                                                                     | Reînnoim Proiectul European al României (REPER)                                                                     | 11.141    | 0,14%   | 0  | 32.304    | 0,40%   | 0     | 44.634    | 0,50%   | 2     | 70.039    | 0,80%   | 54     |
| | Partidul Ecologist Român (PER)                                                                                      | Partidul Ecologist Român (PER)                                                                                      | Partidul Ecologist Român (PER)                                                                                      | 17.421    | 0,21%   | 0  | 29.250    | 0,37%   | 0     | 21.273    | 0,24%   | 1     | 35.265    | 0,41%   | 79     |
| | Forumul Democrat al Germanilor din România (FDGR/DFDR)                                                              | Forumul Democrat al Germanilor din România (FDGR/DFDR)                                                              | Forumul Democrat al Germanilor din România (FDGR/DFDR)                                                              | 18.148    | 0,22%   | 0  | 23.053    | 0,29%   | 0     | 25.890    | 0,29%   | 5     | 22.499    | 0,26%   | 52     |
| | Partidul Mișcarea Populară (PMP)                                                                                    | Partidul Mișcarea Populară (PMP)                                                                                    | Partidul Mișcarea Populară (PMP)                                                                                    | 1.572     | 0,01%   | 0  | 1.056     | 0,01%   | 0     | 29.607    | 0,33%   | 0     | 45.305    | 0,52%   | 238    |
| | Partidul Verde (PV)                                                                                                 | Partidul Verde (PV)                                                                                                 | Partidul Verde (PV)                                                                                                 | 4.143     | 0,05%   | 0  | 12.351    | 0,15%   | 0     | 15.370    | 0,17%   | 0     | 22.111    | 0,25%   | 38     |
| | Alianțe locale, alte partide și candidați independenți                                                              | Alianțe locale, alte partide și candidați independenți                                                              | Alianțe locale, alte partide și candidați independenți                                                              | 235.983   | 3,05%   | 0  | 379.585   | 4,88%   | 18    | 885.671   | 8,60%   | 58    | 991.826   | 11,39%  | 1.754  |
| Total:                                                                                                  | Total: | Total: | Total: | 7.939.028 | 100,00% | 41 | 7.882.129 | 100,00% | 1.340 | 8.766.798 | 100,00% | 3.176 | 8.689.620 | 100,00% | 39.900 |
| Surse: Autoritatea Electorală Permanentă, rezultatevot.ro Arhivat în 12 iunie 2024, la Wayback Machine. | | | |           |         |    |           |         |       |           |         |       |           |         |        |

### Rezultate ordonate după municipii reședință de județ, sectoare și consilii locale
| Oraș/Sector                              | Primar     | Primar    | Prezență | PSD                | PSD          | PSD               | PNL               | PNL          | PNL               | AUR     | AUR     | AUR     | ADU                | ADU           | ADU                | UDMR/RMDSZ         | UDMR/RMDSZ    | UDMR/RMDSZ         | PUSL               | PUSL    | PUSL    | REPER  | REPER   | REPER  | Alte partide / Candidați independenți | Alte partide / Candidați independenți | Alte partide / Candidați independenți |  |
| ---------------------------------------- | ---------- | --------- | -------- | ------------------ | ------------ | ----------------- | ----------------- | ------------ | ----------------- | ------- | ------- | ------- | ------------------ | ------------- | ------------------ | ------------------ | ------------- | ------------------ | ------------------ | ------- | ------- | ------ | ------- | ------ | ------------------------------------- | ------------------------------------- | ------------------------------------- |  |
| Oraș/Sector                              | Primar     | Primar    | Prezență |                    |              |                   |                   |              |                   |         |         |         |                    |               |                    |                    |               |                    |                    |         |         |        |         |        |                                       |                                       |                                       |  |
| Oraș/Sector                              | 2020– 2024 | 2024–2028 | Prezență | % (CL)             | Mandate      | % (P)             | % (CL)            | Mandate      | % (P)             | % (CL)  | Mandate | % (P)   | % (CL)             | Mandate       | % (P)              | % (CL)             | Mandate       | % (P)              | % (CL)             | Mandate | % (P)   | % (CL) | Mandate | % (P)  | % (CL)                                | Mandate                               | % (P)                                 |  |
| Alba Iulia                               | USR        | PNL       | 45,09%   | 21,57 %            | 5            | 20,59 %           | 39,19 %           | 8            | 48,80 %           | 15,08 % | 4       | 15,79 % | 9,24 %             | 2             | 10,56 %            | -                  | -             | -                  | -                  | -       | -       | -      | -       | -      | 14,21 %                               | 1 (Ind.)                              | 4,24%                                 |  |
| Arad                                     | PNL        | PNL       | 38,03%   | 21,54 %            | 6            | 19,40 %           | 22,74 %           | 6            | 28,47 %           | 13,93 % | 4       | 11,04 % | 20,09 %            | 5             | 23,82 %            | 9,11 %             | 2             | 7,04 %             | 2,27 %             | 0       | 1,54 %  | -      | -       | -      | 10,27%                                | 0                                     | 8,64%                                 |  |
| Alexandria                               | PSD        | PSD       | 42,67%   | 52,60 %            | 11           | 54,24 %           | 24,36 %           | 5            | 27,72 %           | 9,04 %  | 2       | 5,74 %  | 6,69 %             | 0             | 6,40 %             | -                  | -             | -                  | -                  | -       | -       | -      | -       | -      | 7,27                                  | 1 (Ind.)                              | 5,87%                                 |  |
| Bacău                                    | USR        | USR       | 37,46%   | 29,16 % (PSD-PNL)  | 8 (PSD-PNL)  | 23,35 % (PSD-PNL) | 29,16 % (PSD-PNL) | 8 (PSD-PNL)  | 23,35 % (PSD-PNL) | 10,01 % | 3       | 5,47 %  | 26,81 %            | 7             | 37,47%             | -                  | -             | -                  | 2,12 %             | 0       | -       | -      | -       | -      | 31,90%                                | 5 (2 PER 3 PV)                        | 33,71%                                |  |
| Baia Mare                                | Ind.       | PSD       | 41,89%   | 23,07 %            | 6            | 23,37 %           | 18,60 %           | 5            | 18,26 %           | 7,05 %  | 2       | 3,52 %  | 14,77 %            | 4             | 17,02 %            | 9,95 %             | 3             | 8,13 %             | 1,18 %             | 0       | 0,64 %  | 1,92%  | 0       | 0,68 % | 5,50 %                                | 3 (PVN)                               | 28,38 %                               |  |
| Bistrița                                 | PNL        | PSD       | 46,22%   | 38,89 %            | 9            | 44,04 %           | 35,19 %           | 9            | 44,02 %           | 7,90 %  | 2       | 5,30 %  | 6,80 %             | 0             | 4,46 %             | 5,40 %             | 1             | -                  | 0,70 %             | 0       | -       | 1,43 % | 0       | -      | 3,69 %                                | 0                                     | 2,16 %                                |  |
| Botoșani                                 | PSD        | PSD       | 42,00%   | 46,21 %            | 13           | 57,96 %           | 27,03 %           | 7            | 25,14 %           | 9,32 %  | 3       | 6,40 %  | 5,60 %             | 0             | 4,39 %             | -                  | -             | -                  | 0,75 %             | 0       | -       | -      | -       | -      |                                       | 0                                     |                                       |  |
| Brăila                                   | PSD        | PSD       | 39,22%   | 56,86 %            | 16           | 68,26 %           | 10,16 %           | 3            | 8,07 %            | 12,12 % | 3       | 8,83 %  | 7,72 %             | 0             | 5,97 %             | -                  | -             | -                  | 1,26 %             | 0       | -       | -      | -       | -      | 15,93 %                               | 1 (S.O.S.)                            | 8,87 %                                |  |
| Brașov                                   | USR        | PSD-PNL   | 46,46%   | 40,37 % (PSD-PNL)  | 13 (PSD-PNL) | 47,87 % (PSD-PNL) | 40,37 % (PSD-PNL) | 13 (PSD-PNL) | 47,87 % (PSD-PNL) | 8,04 %  | 2       | 3,93 %  | 36,66 %            | 11            | 43,72 %            | 4,84 %             | 0             | -                  | -                  | -       | -       | -      | -       | -      | 10,04 %                               | 0                                     | 4,45 %                                |  |
| Buzău                                    | PSD        | PSD       | 42,33%   | 58,58 %            | 14           | 67,23 %           | 14,02 %           | 3            | 13,88 %           | 8,97 %  | 2       | -       | 10,76 %            | 3             | 8,30 %             | -                  | -             | -                  | -                  | -       | 1,02 %  | -      | -       | -      | 6,64 %                                | 1 (S.O.S.)                            | 9,54 %                                |  |
| Călărași                                 | PSD        | PSD       | 44,90%   | 45,17 %            | 11           | 48,59 %           | 17,52 %           | 4            | 17,31 %           | 18,80 % | 4       | 19,25 % | 8,38 % (USR)       | 2             | 6,55 % (USR)       | -                  | -             | -                  | 2,11 %             | 0       | 1,35 %  | -      | -       | -      | 7,98 %                                | 0                                     | 6,92 %                                |  |
| Cluj-Napoca                              | PNL        | PNL       | 46,29%   | 11,08 %            | 3            | 4,56 %            | 32,44 %           | 10           | 42,50 %           | 8,75 %  | 3       | 3,55 %  | 18,41 %            | 5             | 5,89 %             | 14,19 %            | 4             | 9,35 %             | 0,82 %             | 0       | 0,37 %  | 8,07 % | 2       | 2,81 % | 6,20 %                                | 0                                     | 30,92 %                               |  |
| Constanța                                | PNL        | PNL       | 43,14%   | 23,59 %            | 8            | 20,71 %           | 22,35 %           | 7            | 29,44 %           | 15,34 % | 5       | 11,14 % | 20,41 %            | 6             | 20,76 %            | -                  | -             | -                  | 2,48 %             | 0       | 1,64 %  | -      | -       | -      | 15,77 %                               | 1 (Ind.)                              | 16,31 %                               |  |
| Craiova                                  | PSD        | PSD       | 39,31%   | 44,38 %            | 14           | 55,49 %           | 12,90 %           | 4            | 8,37 %            | 16,42 % | 5       | 15,44 % | 13,98 %            | 4             | 12,34 %            | -                  | -             | -                  | 0,71 %             | 0       | -       | 2,74 % | 0       | 2,00 % | 8,87 %                                | 0                                     | 6,36 %                                |  |
| Deva                                     | PNL        | PSD       | 43,92%   | 32,19 %            | 7            | 38,50 %           | 19,45 %           | 4            | 24,57 %           | 10,94 % | 3       | 7,14 %  | 7,69 %             | 2             | 5,55 %             | 7,37 %             | 2             | -                  | -                  | -       | -       | -      | -       | -      | 22,36 %                               | 3 (POT-FD)                            | 24,24 %                               |  |
| Drobeta-Turnu Severin                    | PSD        | PSD       | 38,96%   | 48,41 %            | 11           | 49,39 %           | 21,34 %           | 5            | 20,29 %           | 16,74 % | 3       | 14,88 % | 8,35 %             | 2             | 9,81 %             | -                  | -             | -                  | 1,96 %             | 0       | 1,03 %  | -      | -       | -      | 3,17 %                                | 0                                     | 4,55 %                                |  |
| Focșani                                  | PSD        | PSD       | 43,13%   | 44,16 %            | 10           | 51,13 %           | 22,76 %           | 5            | 21,38 %           | 10,65 % | 3       | 7,94 %  | 13,26 %            | 3             | 11,40 %            | -                  | -             | -                  | 2,37 %             | 0       | 2,06 %  | -      | -       | -      | 6,06 %                                | 0                                     | 6,76 %                                |  |
| Galați                                   | PSD        | PSD       | 34,79%   | 53,19 %            | 16           | 65,14 %           | 8,55 %            | 3            | 5,24 %            | 8,35 %  | 3       | 6,28 %  | 8,03 %             | 2             | 5,69 %             | -                  | -             | -                  | 3,29 %             | 0       | 3,77 %  | -      | -       | -      | 18,59 %                               | 3 (PACT)                              | 13,88 %                               |  |
| Giurgiu                                  | PNL        | PNL       | 39,69%   | 30,69 %            | 7            | 28,82 %           | 45,34 %           | 10           | 50,47 %           | 11,23 % | 3       | 8,02 %  | 5,13 % (USR)       | 1             | 3,53 % (USR)       | -                  | -             | -                  | 4,89 %             | 0       | 6,59 %  | -      | -       | -      | 2,53 %                                | 0                                     | 2,68 %                                |  |
| Iași                                     | PNL        | PNL       | 34,68%   | 20,40 %            | 6            | 13,02 %           | 24,70 %           | 7            | 32,24 %           | 12,26 % | 4       | 8,93 %  | 21,57 %            | 7             | 26,05 %            | -                  | -             | -                  | 1,57 %             | 0       | 0,69 %  | -      | -       | -      | 19,50 %                               | 3 (PRECO)                             | 19,07 %                               |  |
| Miercurea Ciuc                           | UDMR       | UDMR      | 44,28%   | 5,48 %             | 1            | 6,30 %            | 4,86 %            | 0            | 5,56 %            | 2,42 %  | 0       | -       | -                  | -             | -                  | 75,16 %            | 16            | 73,17 %            | -                  | -       | -       | -      | -       | -      | 12,05 %                               | 2 (AMT)                               | 14,95 % (AMT)                         |  |
| Oradea                                   | PNL        | PNL       | 42,01%   | 11,97 %            | 3            | 8,63 %            | 58,11 %           | 17           | 68,57 %           | 5,38 %  | 2       | 3,43 %  | 4,43 % (USR)       | 0             | 2,41 % (USR)       | 16,58 %            | 5             | 13,83 %            | 0,59 %             | 0       | -       | -      | -       | -      | 3,10 %                                | 0                                     | 3,50 %                                |  |
| Piatra Neamț                             | PNL        | PSD       | 40,44%   | 31,02 %            | 8            | 32,02 %           | 24,28 %           | 7            | 29,93 %           | 11,03 % | 3       | 7,43 %  | 8,65 %             | 2             | 6,07 %             | -                  | -             | -                  | 7,04 %             | 2       | 9,79 %  | -      | -       | -      | 17,98 %                               | 1 (S.O.S.)                            | 14,76 %                               |  |
| Pitești                                  | PSD        | PSD       | 40,54%   | 37,11 %            | 9            | 39,25 %           | 26,01 %           | 6            | 30,68 %           | 13,04 % | 3       | 8,00 %  | 19,01 %            | 5             | 18,32 %            | -                  | -             | -                  | 2,71 %             | 0       | 2,23 %  | -      | -       | -      | 2,08 %                                | 0                                     | 1,49 %                                |  |
| Ploiești                                 | PNL        | Ind.      | 40,70%   | 21,28 % (PSD-PUSL) | 6            | 19,38 %           | 18,15 %           | 6            | 20,06 %           | 12,47 % | 4       | 7,36 %  | 15,92 %            | 5             | 11,42 %            | -                  | -             | -                  | 21,28 % (PSD-PUSL) | 6       | -       | -      | -       | -      | 32,18 %                               | 6 (4 PMNP 2 PRA)                      | 41,78 %                               |  |
| Râmnicu Vâlcea                           | PER        | PSD       | 45,19%   | 42,79 %            | 12           | 46,30 %           | 18,22 %           | 5            | 24,92 %           | 16,29 % | 4       | 16,64 % | 7,63 %             | 2             | 5,45 %             | -                  | -             | -                  | 0,76 %             | 0       | -       | 1,10 % | 0       | -      | 13,21 %                               | 0                                     | 6,69 %                                |  |
| Reșița                                   | PNL        | PNL       | 33,36%   | 22,95 %            | 6            | 14,47 %           | 54,37 %           | 13           | 72,50 %           | 8,86 %  | 2       | 5,53 %  | 6,48 %             | 0             | 3,63 %             | -                  | -             | -                  |                    |         | -       | -      | -       | -      | 3,84 %                                | 0                                     | 7,38 %                                |  |
| Satu Mare                                | UDMR       | UDMR      | 44,87%   | 14,28 %            | 4            | 15,19 %           | 11,50 %           | 3            | -                 | 5,72 %  | 1       | 4,42%   | 8,52 %             | 2             | 11,09 %            | 55,00 %            | 13            | 64,75 %            | -                  | -       | -       | -      | -       | -      | 5,54 %                                | 0                                     | 4,53 %                                |  |
| Sfântu Gheorghe                          | UDMR       | UDMR      | 44,32%   | 4,79 %             | 0            | 5,64 %            | 3,28 %            | 0            | -                 | 3,70 %  | 0       | 2,99 %  | 4,43 % (USR)       | 0             | 3,23 % (USR)       | 78,84 %            | 21            | 82,85 %            | -                  | -       | -       | -      | -       | -      | 4,92 %                                | 0                                     | 1,92 %                                |  |
| Sibiu                                    | FDGR       | FDGR      | 41,74%   | 14,11 %            | 4            | 7,78 %            | 17,73 %           | 5            | 11,36 %           | 9,26 %  | 2       | 6,06 %  | 17,68 %            | 4             | 9,87 %             | -                  | -             | -                  | 1,95 %             | 0       | 1,84 %  | -      | -       | -      | 41,18 %                               | 8 (FDGR)                              | 63,05 %                               |  |
| Slatina                                  | PSD        | PNL       | 49,53%   | 39,49 %            | 10           | 38,44 %           | 39,27 %           | 9            | 48,97 %           | 8,36 %  | 2       | 3,44 %  | 6,84 %             | 0             | 5,24 %             | -                  | -             | -                  | 2,50 %             | 0       | 1,82 %  | -      | -       | -      | 3,51 %                                | 0                                     | 2,09 %                                |  |
| Slobozia                                 | PNL        | PSD       | 44,95%   | 42,41 %            | 9            | 40,82 %           | 28,98 %           | 6            | 35,40 %           | 10,03 % | 2       | 7,24 %  | 8,17 %             | 2             | 4,40 %             | -                  | -             | -                  | 1,64 %             | 0       | 1,76 %  | -      | -       | -      | 10,25 %                               | 0                                     | 8,72 %                                |  |
| Suceava                                  | PNL        | PSD       | 41,57%   | 37,67 %            | 10           | 42,48 %           | 25,47 %           | 6            | 27,65 %           | 12,01 % | 3       | 9,31 %  | 14,21 %            | 4             | 15,40 %            | -                  | -             | -                  | 1,66 %             | 0       | 0,77 %  | 1,30 % | 0       | -      | 7,65 %                                | 0                                     | 3,35 %                                |  |
| Târgoviște                               | PSD        | PSD       | 41,54%   | 65,29 %            | 14           | 80,22 %           | 12,57 %           | 3            | 7,90 %            | 9,87 %  | 2       | 4,85 %  | 12,25 %            | 2             | 7,01 %             | -                  | -             | -                  | -                  | -       | -       | -      | -       | -      | -                                     | -                                     | -                                     |  |
| Târgu Jiu                                | PNL        | PSD       | 44,68%   | 35,43 %            | 9            | 35,68 %           | 27,01 %           | 7            | 32,64 %           | 9,87 %  | 3       | 6,53 %  | 6,44 %             | 0             | 5,19 %             | -                  | -             | -                  | 1,16 %             | 0       | 0,60 %  | -      | -       | -      | 19,62 %                               | 2 (PV)                                | 18,32 %                               |  |
| Târgu Mureș                              | Ind.       | Ind.      | 52,30%   | 21,60 %            | 6            | -                 | 12,87 %           | 3            | -                 | 8,52 %  | 2       | 1,73 %  | 7,18 %             | 0             | 3,04 %             | 41,35 %            | 10            | -                  | 0,66 %             | 0       | -       | -      | -       | -      | 7,79 %                                | 2 (POL)                               | 95,23 %                               |  |
| Timișoara                                | USR        | USR       | 41,80%   | 34,75 % (PSD-PNL)  | 11 (PSD-PNL) | 37,70 % (PSD-PNL) | 34,75 % (PSD-PNL) | 11 (PSD-PNL) | 37,70 % (PSD-PNL) | 10,34 % | 3       | 4,30 %  | 41,85 % (ADU-UDMR) | 13 (ADU-UDMR) | 49,69 % (ADU-UDMR) | 41,85 % (ADU-UDMR) | 13 (ADU-UDMR) | 49,69 % (ADU-UDMR) | 1,20 %             | 0       | -       | 4,47 % | 0       | 1,96 % | 7,33 %                                | 0                                     | 6,31 %                                |  |
| Tulcea                                   | PNL        | PNL       | 40,35%   | 34,80 %            | 8            | 35,19 %           | 26,58 %           | 6            | 39,19 %           | 16,98 % | 4       | 11,00 % | 8,65 %             | 2             | 7,31 %             | -                  | -             | -                  | -                  | -       | 3,53 %  | 0      | -       | 2,64 % | 8,43 %                                | 1 (S.O.S.)                            | 4,64 %                                |  |
| Vaslui                                   | PSD        | PSD       | 16,87%   | 40,56              | 10           | 46,08 %           | 13,58 %           | 3            | 7,68 %            | 15,25 % | 4       | 12,06 % | 24,79 %            | 6             | 29,73 %            | -                  | -             | -                  | 2,76 %             | 0       | 2,28 %  | -      | -       | -      | 3,03 %                                | 0                                     | 2,17 %                                |  |
| Zalău                                    | PSD        | PSD       | 43,04%   | 44,86 %            | 10           | 58,89 %           | 17,65 %           | 4            | 13,04 %           | 6,90 %  | 2       | 5,36 %  | 8,66 %             | 2             | 5,29 %             | 14,30 %            | 3             | 12,98 %            | -                  | -       | -       | 3,81 % | 0       | 4,41 % | 3,78 %                                | 0                                     | -                                     |  |
| Sector 1                                 | USR        | PSD-PNL   | 46,60%   | 36,30 % (PSD-PNL)  | 11 (PSD-PNL) | 36,60 % (PSD-PNL) | 36,30 % (PSD-PNL) | 11 (PSD-PNL) | 36,60 % (PSD-PNL) | 11,19 % | 3       | 7,11 %  | 35,66 %            | 11            | 35,91 %            | -                  | -             | -                  | 4,72 %             | 0       | 7,04 %  | 5,83 % | 2       | 2,93 % | 6,25 %                                | 0                                     | 10,16 %                               |  |
| Sector 2                                 | USR        | PSD-PNL   | 42,19%   | 38,16 % (PSD-PNL)  | 12 (PSD-PNL) | 43,30 % (PSD-PNL) | 38,16 % (PSD-PNL) | 12 (PSD-PNL) | 43,30 % (PSD-PNL) | 9,43 %  | 3       | -       | 34,27 %            | 10            | 42,97 %            | -                  | -             | -                  | 4,44 %             | 0       | -       | 6,99 % | 2       | 5,94 % | 6,67 %                                | 0                                     | 7,78 % (S.O.S.)                       |  |
| Sector 3                                 | B2020      | PSD-PNL   | 34,53%   | 41,43 % (PSD-PNL)  | 14 (PSD-PNL) | 53,94 % (PSD-PNL) | 41,43 % (PSD-PNL) | 14 (PSD-PNL) | 53,94 % (PSD-PNL) | 9,73 %  | 3       | 4,76 %  | 32,07 %            | 11            | 20,67 %            | -                  | -             | -                  | 3,44 %             | 0       | 2,06 %  | 8,43 % | 3       | -      | 4,86 %                                | 0                                     | 18,54 %                               |  |
| Sector 4                                 | PSD        | PSD-PNL   | 43,30%   | 45,85 % (PSD-PNL)  | 14 (PSD-PNL) | 60,25 % (PSD-PNL) | 45,85 % (PSD-PNL) | 14 (PSD-PNL) | 60,25 % (PSD-PNL) | 10,42 % | 3       | 7,05 %  | 26,32 %            | 8             | 19,60 %            | -                  | -             | -                  | 4,16 %             | 0       | -       | 7,23 % | 2       | 6,41 % | 5,97 %                                | 0                                     | 6,15 %                                |  |
| Sector 5                                 | PUSL       | PUSL      | 41,87%   | 26,42 % (PSD-PNL)  | 8 (PSD-PNL)  | 16,65 % (PSD-PNL) | 26,42 % (PSD-PNL) | 8 (PSD-PNL)  | 16,65 % (PSD-PNL) | 9,98 %  | 3       | 6,61 %  | 22,02 %            | 7             | 21,56 %            | -                  | -             | -                  | 29,52 %            | 9       | 43,87 % | 3,56 % | 0       | 2,76 % | 8,45 %                                | 0                                     | 8,51 %                                |  |
| Sector 6                                 | PNL        | PSD-PNL   | 44,18%   | 49,79 % (PSD-PNL)  | 15 (PSD-PNL) | 72,89 % (PSD-PNL) | 49,79 % (PSD-PNL) | 15 (PSD-PNL) | 72,89 % (PSD-PNL) | 8,28 %  | 3       | 5,91 %  | 23,98 %            | 7             | 11,62 %            | -                  | -             | -                  | 3,16 %             | 0       | 1,92 %  | 5,61 % | 2       | 2,25 % | 9,14 %                                | 0                                     | 5,36 %                                |  |
| Sursă: Autoritatea Electorală Permanentă |            |           |          |                    |              |                   |                   |              |                   |         |         |         |                    |               |                    |                    |               |                    |                    |         |         |        |         |        |                                       |                                       |                                       |  |

### Rezultate ordonate după consilii județene
| Județ                                    | PCJ        | PCJ        | Prezență | PSD              | PSD          | PSD               | PNL              | PNL          | PNL               | AUR    | AUR     | AUR               | ADU    | ADU     | ADU               | UDMR/RMDSZ | UDMR/RMDSZ | UDMR/RMDSZ        | PUSL   | PUSL    | PUSL              | REPER  | REPER   | REPER             | Alte partide / Candidați independenți | Alte partide / Candidați independenți | Alte partide / Candidați independenți | Alte partide / Candidați independenți |
| ---------------------------------------- | ---------- | ---------- | -------- | ---------------- | ------------ | ----------------- | ---------------- | ------------ | ----------------- | ------ | ------- | ----------------- | ------ | ------- | ----------------- | ---------- | ---------- | ----------------- | ------ | ------- | ----------------- | ------ | ------- | ----------------- | ------------------------------------- | ------------------------------------- | ------------------------------------- | ------------------------------------- |
| Județ                                    | PCJ        | PCJ        | Prezență |                  |              |                   |                  |              |                   |        |         |                   |        |         |                   |            |            |                   |        |         |                   |        |         |                   |                                       |                                       |                                       |                                       |
| Județ                                    | 2020– 2024 | 2024– 2028 | Prezență | % (CJ)           | Mandate      | % (Președinte CJ) | % (CJ)           | Mandate      | % (Președinte CJ) | % (CJ) | Mandate | % (Președinte CJ) | %(CJ)  | Mandate | % (Președinte CJ) | % (CJ)     | Mandate    | % (Președinte CJ) | % (CJ) | Mandate | % (Președinte CJ) | % (CJ) | Mandate | % (Președinte CJ) | % (Președinte CJ)                     | Mandate                               | % (CJ)                                |                                       |
| Alba                                     | PNL        | PNL        | 55,20%   | 27,75%           | 10           | 24,50%            | 44,07%           | 17           | 50,42%            | 12,40% | 5       | 14,59%            | 7,10%  | 0       | 5,97%             | 4,58%      | 0          | -                 | 1,03%  | 0       | 1,08%             | -      | 0       | -                 | 2,69%                                 | 0                                     | 3,07%                                 |                                       |
| Arad                                     | PNL        | PNL        | 50,08%   | 25,51%           | 9            | 25,78%            | 38,40%           | 13           | 38,61%            | 14,90% | 5       | 13,85%            | 8,59%  | 3       | 8,52%             | 6,99%      | 2          | 6,42%             | 1,80%  | 0       | 1,97%             | -      | -       | -                 | 3,75                                  | 0                                     | 3,80%                                 |                                       |
| Argeș                                    | PSD        | PSD        | 54,16%   | 45,13%           | 16           | 43,45%            | 21,18%           | 8            | 23,17%            | 13,48% | 5       | 11,33%            | 13,49% | 5       | 13,45%            | -          | -          | -                 | 2,01%  | 0       | 1,79%             | -      | -       | -                 | 5,51%                                 | 0                                     | 4,71%                                 |                                       |
| Bacău                                    | PSD        | PSD        | 44,79%   | 34,94%           | 15           | 39,44%            | 28,48%           | 12           | 28,73%            | 10,67% | 5       | 10,90%            | 10,34% | 4       | 9,51%             | 2,93%      | 0          | 1,73%             | 1,49%  | 0       | 1,57%             | 2,46%  | 0       | 2,48%             | 4,57%                                 | 0                                     | 7,69%                                 |                                       |
| Bihor                                    | PNL        | PNL        | 55,88%   | 17,88%           | 7            | 15,49%            | 50,85%           | 18           | 56,96%            | 5,04%  | 2       | 4,02%             | 2,31%  | 0       | 1,75%             | 20,05%     | 7          | 19,21%            | 0,63%  | 0       | -                 | -      | -       | -                 | 6,27%                                 | 0                                     | 2,68%                                 |                                       |
| Bistrița-Năsăud                          | PSD        | PSD        | 55,62%   | 43,24%           | 14           | 51,24%            | 28,55%           | 10           | 34,77%            | 11,79% | 4       | 6,11%             | 6,17%  | 0       | 5,15%             | 6,50%      | 2          | -                 | 0,90%  | 0       | -                 | 1,16%  | 0       | -                 | 2,03%                                 | 0                                     | 1,69%                                 |                                       |
| Botoșani                                 | PSD        | PNL        | 45,99%   | 41,23%           | 15           | 41,51%            | 41,06%           | 14           | 41,64%            | 7,99%  | 3       | 8,57%             | 3,71%  | 0       | 3,22%             | -          | -          | -                 | -      | 0       | -                 | -      | -       | -                 | 4,56%                                 | 0                                     | 6,00%                                 |                                       |
| Brașov                                   | PNL        | PNL        | 49,95%   | 22,18%           | 8            | 20,71%            | 30,48%           | 11           | 40,63%            | 11,49% | 4       | 8,19%             | 22,79% | 8       | 19,7%             | 7,09%      | 3          | 5,34%             | -      | 0       | -                 | -      | -       | -                 | 3,75%                                 | 0                                     | 5,97%                                 |                                       |
| Brăila                                   | PSD        | PSD        | 47,98%   | 50,78%           | 18           | 49,27%            | 24,47%           | 8            | 24,30%            | 11,5%  | 4       | 11,30%            | 5,22%  | 0       | 6,11%             | -          | -          | -                 | 0,97%  | 0       | 1,22%             | -      | -       | -                 | 6,73%                                 | 0                                     | 7,07                                  |                                       |
| Buzău                                    | PSD        | PSD        | 55,40%   | 54,80%           | 21           | 59,34%            | 19,75%           | 7            | 16,46%            | 10,97% | 4       | 8,75%             | 7,67%  | 0       | 9,60              | -          | -          | -                 | -      | 0       | -                 | -      | -       | -                 | 4,35%                                 | 0                                     | 6,82%                                 |                                       |
| Caraș-Severin                            | PNL        | PSD        | 51,62%   | 40,46%           | 14           | 44,82%            | 36,82%           | 12           | 37,10%            | 11,68% | 4       | 8,53%             | 5,48%  | 0       | 5,10%             | -          | -          | -                 | -      | 0       | -                 | -      | -       | -                 | 3,31%                                 | 0                                     | 5,57%                                 |                                       |
| Călărași                                 | PSD        | PSD        | 58,01%   | 50,53%           | 17           | 48,43%            | 27,32%           | 9            | 29,78%            | 11,83% | 4       | 9,87%             | 4,78%  | 0       | 4,25%             | -          | -          | -                 | 1,87%  | 0       | 3,25%             | -      | -       | -                 | 3,61%                                 | 0                                     | 3,67%                                 |                                       |
| Cluj                                     | PNL        | PNL        | 50,33%   | 17,87%           | 7            | 14,97%            | 32,26%           | 13           | 39,52%            | 10,42% | 4       | 10,47%            | 14,90% | 6       | 16,97%            | 14,54%     | 6          | 13,26%            | 0,92%  | 0       | -                 | 4,40%  | 0       | -                 | 3,45%                                 | 0                                     | 5,60%                                 |                                       |
| Constanța                                | PNL        | PNL        | 49,32%   | 24,21%           | 10           | 24,56%            | 36,37%           | 15           | 37,68%            | 15,81% | 6       | 14,72%            | 12,73% | 5       | 10,79%            | -          |            | -                 | 2,05%  | 0       | 2,95%             | -      | -       | -                 | 8,16%                                 | 0                                     | 8,83%                                 |                                       |
| Covasna                                  | UDMR       | UDMR       | 50,74%   | 9,62%            | 3            | 7,40%             | 8,10%            | 3            | 7,61%             | 5,30%  | 2       | 5,24%             | 3,99%  | 0       | 3,52%             | 66,54%     | 22         | 68,43%            | -      | 0       | -                 | -      | -       | -                 | 6,32%                                 | 0                                     | 6,43%                                 |                                       |
| Dâmbovița                                | PSD        | PSD        | 57,12%   | 58,92%           | 22           | 58,22%            | 24,99%           | 9            | 24,26%            | 8,39%  | 3       | 9,98%             | 6,07%  | 0       | 6,61%             | -          | -          | -                 | -      | 0       | -                 | -      | -       | -                 | -                                     | 0                                     | 1,64%                                 |                                       |
| Dolj                                     | PSD        | PSD        | 52,27%   | 54,80%           | 21           | 53,27%            | 23,52%           | 9            | 22,01%            | 9,20%  | 3       | 10,33%            | 8,04%  | 3       | 9,00%             | -          | -          | -                 | -      | 0       | -                 | -      | -       | -                 | 3,55%                                 | 0                                     | 4,44%                                 |                                       |
| Galați                                   | PSD        | PSD        | 42,41%   | 55,52%           | 23           | 62,33%            | 18,24%           | 8            | 17,52%            | 7,98%  | 3       | 6,89%             | 5,27%  | 0       | 4,97%             | -          | -          | -                 | 2,28%  | 0       | 1,92%             | -      | -       | -                 | 5,29%                                 | 0                                     | 10,72%                                |                                       |
| Giurgiu                                  | PNL        | PNL        | 61,83%   | 28,29%           | 9            | 27,43%            | 55,07%           | 17           | 55,28%            | 8,00%  | 2       | 7,33%             | 5,89%  | 2       | 5,38%             | -          | -          | -                 | 1,91%  | 0       | 2,55%             | -      | -       | -                 | 1,22%                                 | 0                                     | 0,83%                                 |                                       |
| Gorj                                     | PSD        | PSD        | 58,18%   | 46,27%           | 16           | 45,72%            | 26,49%           | 9            | 28,96%            | 14,01% | 5       | 12,56%            | 4,25%  | 0       | 4,75%             | 1,13%      | 0          | -                 | 1,15%  | 0       | 0,85%             | -      | -       | -                 | 7,17%                                 | 0                                     | 6,70%                                 |                                       |
| Harghita                                 | UDMR       | UDMR       | 50,99    | 7,28%            | 2            | 6,18%             | 5,12%            | 2            | 4,21%             | 2,67%  | 0       | -                 | 2,36%  | 0       | 1,89%             | 74,70%     | 24         | 79,18%            | -      | 0       | -                 | -      | -       | -                 | 8,34%                                 | 2                                     | 7,86%                                 |                                       |
| Hunedoara                                | PSD        | PSD        | 49,29%   | 42,75%           | 16           | 47,17%            | 23,24%           | 9            | 25,42%            | 17,40% | 7       | 14,04%            | 6,56%  | 0       | 5,81%             | 4,32%      | 0          | 3,38%             | 1,26%  | 0       | -                 | -      | -       | -                 | 2,14%                                 | 0                                     | 4,46%                                 |                                       |
| Ialomița                                 | PSD        | PSD        | 53,30%   | 47,79%           | 17           | 52,44%            | 23,88%           | 8            | 20,68%            | 13,06% | 5       | 10,43%            | 6,76%  | 0       | 7,05%             | -          | -          | -                 | 2,50%  | 0       | 2,12%             | -      | -       | -                 | 5,93%                                 | 0                                     | 6,01%                                 |                                       |
| Iași                                     | PNL        | PNL        | 41,04%   | 27,77%           | 11           | 30,80%            | 34,72%           | 14           | 34,06%            | 11,34% | 5       | 9,19%             | 14,16% | 6       | 13,82%            | -          | -          | -                 | 0,93%  | 0       | 2,02%             | -      | -       | -                 | 9,19%                                 | 0                                     | 11,07%                                |                                       |
| Ilfov                                    | PNL        | PSD-PNL    | 54,86%   | 57,68% (PSD-PNL) | 22 (PSD-PNL) | 58,45% (PSD-PNL)  | 57,68% (PSD-PNL) | 22 (PSD-PNL) | 58,45% (PSD-PNL)  | 13,23% | 5       | 12,79%            | 18,57% | 7       | 19,05%            | -          | -          | -                 | 1,41%  | 0       | -                 | -      | -       | -                 | 8,33%                                 | 0                                     | 9,11%                                 |                                       |
| Maramureș                                | PNL        | PSD        | 50,85%   | 36,95%           | 15           | 36,80%            | 29,78%           | 12           | 30,17%            | 6,41%  | 2       | 8,55%             | 7,29%  | 3       | 6,40%             | 5,51%      | 2          | 5,73%             | 0,92%  | 0       | 0,86%             | -      | -       | 1,79%             | 9,81%                                 | 0                                     | 11,68%                                |                                       |
| Mehedinți                                | PSD        | PSD        | 56,66%   | 55,87%           | 18           | 55,49%            | 27,77%           | 9            | 24,97%            | 8,20%  | 3       | 9,12%             | 4,75%  | 0       | 6,12%             | -          | -          | -                 | 1,00%  | 0       | 0,83%             | -      | -       | -                 | 2,48%                                 | 0                                     | 2,41%                                 |                                       |
| Mureș                                    | UDMR       | UDMR       | 53,16%   | 24,33%           | 9            | 22,82%            | 20,75%           | 8            | 19,63%            | 8,42%  | 3       | 9,74%             | 6,79%  | 0       | 5,93%             | 35,30%     | 14         | 36,28%            | 0,84%  | 0       | -                 | -      | -       | -                 | 4,35%                                 | 0                                     | 3,57%                                 |                                       |
| Neamț                                    | PSD        | PSD        | 47,46%   | 39,49%           | 16           | 38,51%            | 33,29%           | 14           | 33,95%            | 9,58%  | 4       | 10,74%            | 7,93%  | 0       | 8,04%             | -          | -          | -                 | 2,39%  | 0       | -                 | -      | -       | -                 | 7,40%                                 | 0                                     | 7,36%                                 |                                       |
| Olt                                      | PSD        | PSD        | 61,74%   | 58,59%           | 20           | 55,69%            | 19,98%           | 7            | 22,14%            | 13,57% | 5       | 12,51%            | 4,95%  | 0       | 4,62%             | -          | -          | -                 | -      | 0       | -                 | -      | -       | -                 | 3,37%                                 | 0                                     | 2,91%                                 |                                       |
| Prahova                                  | PNL        | PSD        | 52,50%   | 31,00%           | 13           | 34,90%            | 30,68%           | 13           | 27,12%            | 12,77% | 5       | -                 | 10,75% | 5       | 10,97%            | -          | -          | -                 | -      | 0       | -                 | -      | -       | 4,55%             | 10,06%                                | 0                                     | 14,80%                                |                                       |
| Satu Mare                                | UDMR       | UDMR       | 50,15%   | 21,37%           | 8            | 18,49%            | 20,08%           | 7            | 26,40%            | 7,88%  | 3       | -                 | 4,97%  | 0       | 4,82%             | 40,62%     | 14         | 43,45%            | -      | 0       | -                 | -      | -       | 2,99%             | 2,47%                                 | 0                                     | 2,94%                                 |                                       |
| Sălaj                                    | PNL        | PNL        | 58,33%   | 27,01%           | 9            | 30,84%            | 33,32%           | 11           | 33,55%            | 5,91%  | 2       | 6,16%             | 5,49%  | 0       | 5,48%             | 23,34%     | 8          | 21,68%            | -      | 0       | -                 | 1,42%  | 0       | -                 | 1,62%                                 | 0                                     | 3,52%                                 |                                       |
| Sibiu                                    | PNL        | PNL        | 48,30%   | 21,17%           | 8            | 21,79%            | 28,00%           | 10           | 34,37%            | 12,34% | 4       | 10,46%            | 12,43% | 5       | 11,99%            | 1,33%      | 0          | -                 | 0,91%  | 0       | 1,38%             | -      | -       | -                 | 18,21                                 | 5                                     | 23,82%                                |                                       |
| Suceava                                  | PNL        | PSD        | 49,57%   | 41,61%           | 17           | 43,15%            | 37,11%           | 15           | 40,28%            | 9,28%  | 4       | -                 | 6,78%  | 0       | 7,32%             | -          | -          | -                 | 1,14%  | 0       | -                 | -      | -       | -                 | 6,51%                                 | 0                                     | 4,08%                                 |                                       |
| Teleorman                                | PSD        | PSD        | 60,75%   | 55,49%           | 18           | 54,51%            | 27,75%           | 9            | 25,27%            | 9,37%  | 3       | 11,00%            | 4,69%  | 0       | 5,12%             | -          | -          | -                 | -      | 0       | -                 | -      | -       | -                 | 2,83%                                 | 0                                     | 2,69%                                 |                                       |
| Timiș                                    | PNL        | PSD-PNL    | 48,68%   | 44,61% (PSD-PNL) | 20 (PSD-PNL) | 42,25% (PSD-PNL)  | 44,61% (PSD-PNL) | 20 (PSD-PNL) | 42,25% (PSD-PNL)  | 11,59% | 5       | 11,07%            | 25,84% | 11      | 36,28%            | 4,32%      | 0          | -                 | 2,75%  | 0       | -                 | 2,59%  | 0       | -                 | 8,42%                                 | 0                                     | 8,30%                                 |                                       |
| Tulcea                                   | PSD        | PSD        | 49,96%   | 38,38%           | 13           | 38,25%            | 32,16%           | 11           | 29,96%            | 15,51% | 6       | 16,70%            | 4,50%  | 0       | 5,05%             | -          | -          | -                 | -      | 0       | -                 | 2,68%  | 0       | 3,38%             | 5,60%                                 | 0                                     | 6,77%                                 |                                       |
| Vaslui                                   | PSD        | PSD        | 37,23%   | 48,51%           | 17           | 45,16%            | 23,00%           | 8            | 25,26%            | 13,67% | 5       | 12,53%            | 9,83%  | 4       | 11,26%            | -          | -          | -                 | 2,35%  | 0       | 2,51              | -      | -       | -                 | 2,08%                                 | 0                                     | 2,64%                                 |                                       |
| Vâlcea                                   | PSD        | PSD        | 57,71%   | 50,38%           | 19           | 53,66%            | 26,97%           | 10           | 23,76%            | 9,44%  | 3       | 10,34%            | 4,68%  | 0       | 4,43%             | -          | -          | -                 | 0,83%  | 0       | -                 | -      | -       | 3,00%             | 3,54%                                 | 0                                     | 4,29%                                 |                                       |
| Vrancea                                  | PNL        | PSD        | 51,10%   | 39,92%           | 13           | 37,35%            | 37,00%           | 13           | 36,51%            | 9,17%  | 3       | 9,48%             | 8,28%  | 3       | 10,25%            | -          | -          | -                 | 2,27%  | 0       | 2,24%             | -      | -       | -                 | 3,20%                                 | 0                                     | 3,36%                                 |                                       |
| București                                | Ind.       | Ind.       | 41,31%   | 26,55%           | 16           | 22,34%            | 12,58%           | 7            | 7,86%             | 8,16%  | 5       | 3,04%             | 27,54% | 17      | -                 | -          | -          | -                 | 9,41%  | 6       | 15,25%            | 7,17%  | 4       | -                 | 52,24%                                | 0                                     | 8,58%                                 |                                       |
| Sursă: Autoritatea Electorală Permanentă |            |            |          |                  |              |                   |                  |              |                   |        |         |                   |        |         |                   |            |            |                   |        |         |                   |        |         |                   |                                       |                                       |                                       |                                       |

## Desfășurare
În ziua alegerilor, în mai multe secții din diaspora și din județul Ilfov s-au înregistrat probleme organizatorice, inclusiv cozi foarte mari și epuizarea buletinelor de vot, ceea ce a dus la nemulțumiri în rândul alegătorilor.